# Espita
Espita es una localidad cabecera del municipio homónimo, siendo uno de los 7 pueblos mágicos de Yucatán; ubicada en la región noreste del estado de Yucatán, en México. Según el censo del INEGI realizado en 2020, en dicho año tenía una población de 12 320 habitantes, los cuales promediaban un índice de desarrollo humano medio (0.637); de acuerdo con estas estadísticas, una problemática social a mejorar es la escolaridad promedio, la cual se encuentra en 5.1 años por habitante. Se encuentra a aproximadamente 50 km de Valladolid y a unos 165 km de Mérida, la capital del estado.
Durante la época prehispánica, el sitio donde hoy se encuentra el poblado perteneció a la provincia de los cupules. Con la conquista española, se estableció el sistema de encomienda, mismo que fue depuesto en 1785 para permitir la creación de las haciendas; La creciente demanda de Mérida por productos agrícolas llevó a las haciendas del interior del estado a especializarse en los cultivos de maíz y caña de azúcar a principios del siglo XIX; la Guerra de Castas afectó la producción en las fincas yucatecas, por lo que Espita fue refugio de familias que huyeron del conflicto y sus haciendas incrementaron notablemente su producción; estos acontecimientos económicos y demográficos dieron paso al auge cultural y artístico, por lo que el lugar llegó a ser conocido con el apodo de «La Atenas de Yucatán». Las políticas posteriores a la revolución mexicana y el reparto de las tierras agrícolas en ejidos llevaron al paulatino cierre de las haciendas, lo que provocó el declive de su economía durante la segunda mitad del siglo XX.
Desde el 26 de junio de 2023 Espita es parte del programa Pueblos Mágicos de México.

## Elementos identitarios

### Toponimia
Rodolfo Menéndez de la Peña propuso la etimología más aceptada acerca del origen del nombre de la localidad, esta argumenta que el asentamiento se llamó en un principio «x píit há», que literalmente significa «poca agua» en el idioma maya.
Diego López de Cogolludo propuso otra etimología, en la que indicaba que el nombre proviene del maya «x p'iit há» que significa «agua que salta», sustentándose en que la lluvia se dirige hacia los declives del terreno —o rejoyadas, como son llamadas en la región— asemejando pequeñas cascadas.
El 15 de septiembre de 1878, el H. Ayuntamiento adicionó al nombre de la localidad el del coronel Tomás Peniche Gutiérrez, militar espiteño que participó activamente en la Guerra de Castas, por lo que el nombre pasó a ser «Espita de Peniche Gutiérrez», mismo que no se utiliza en ningún documento oficial.

### Símbolos
Escudo
El 29 de abril de 1852, a raíz de haber obtenido el título de villa, las autoridades municipales decidieron aprobar un escudo de armas oficial.
El cuerpo del escudo es un triángulo equilátero dividido en tres cuarteles. En la franja izquierda se encuentran cuatro cañas de azúcar, mientras que en la franja derecha, cuatro plantas de maíz, ambas con un fondo de color azul celeste; en la franja central se encuentran cinco tablas de madera apiladas con un fondo amarillo; como ornamento se puede apreciar, en la parte inferior, una cinta de plata con la leyenda «Villa de Espita» que es el nombre y la categoría histórica de la localidad.

## Historia

### Época prehispánica
El Chilam Balam de Chumayel relata que los itzáes pasaron por el pequeño poblado llamado «Xppitah», entre los años 462 y 522, antes de establecerse en Chichén Itzá, en esa época el lugar debió ser, tal vez, un pequeño asentamiento de trabajadores, pues no se encuentran centros ceremoniales de importancia o edificaciones relevantes para la cultura maya. Justo antes de la conquista española, el sitio en el que hoy se levanta el asentamiento perteneció a la provincia de los cupules, y estaba subordinado al «batabiloob» de Ek Balam.
La provincia (o cacicazgo) de los Cupules es considerada como una de las zonas más densamente pobladas en el momento de la llegada de los españoles, pues se estima que ahí habitaban alrededor de 20 mil pobladores; también se le considera como una de las regiones más extensas en las que se encontraba dividido Yucatán antes de la conquista europea.

### Época colonial

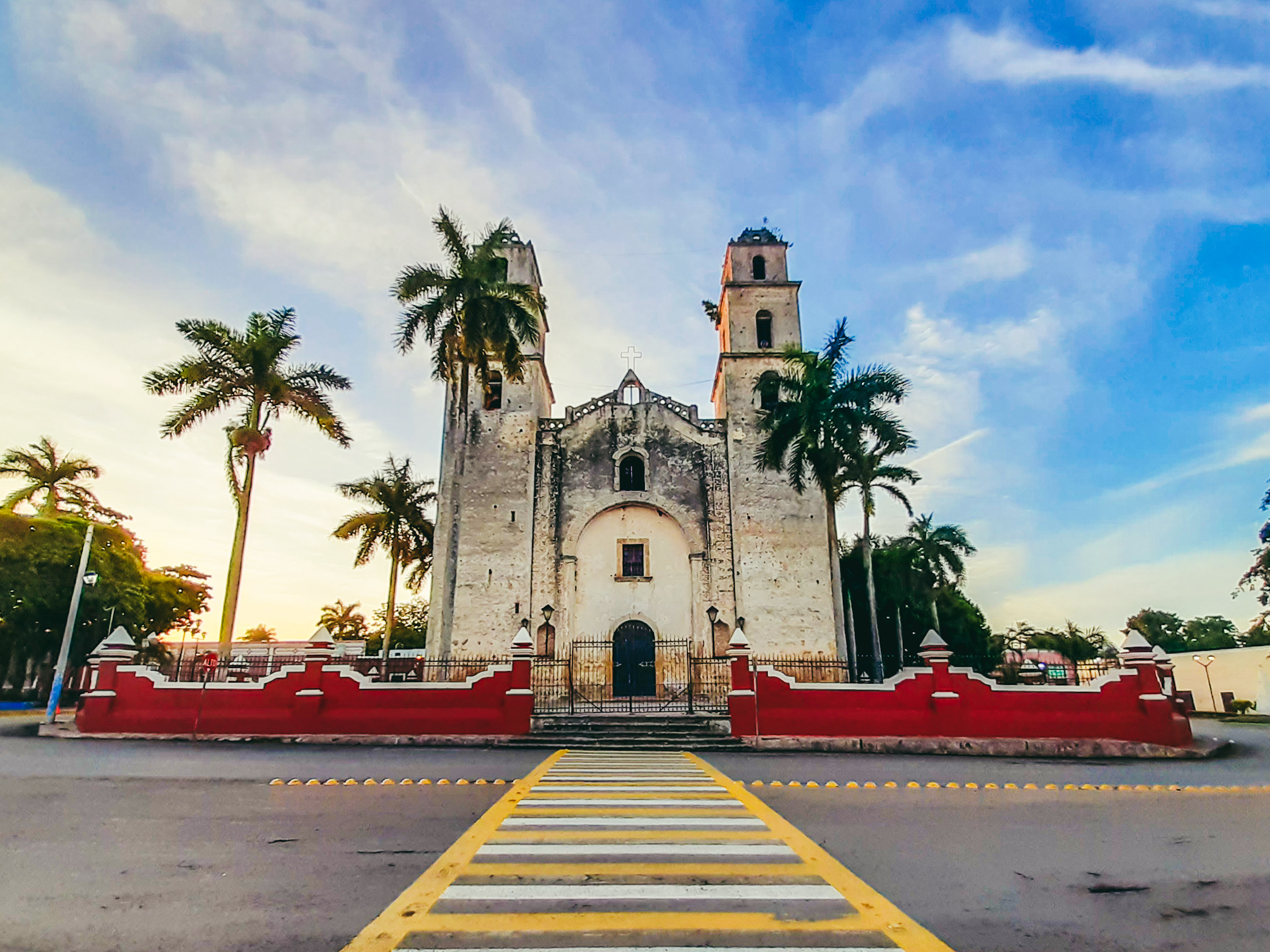
Iglesia de San José.

El primer registro colonial del lugar fue en 1549, cuando se estableció el sistema de encomienda, este sistema económico no interrumpió el proceso productivo nativo, pues el encomendero solo se limitaba a la cobranza de los tributos impuestos a los habitantes por las autoridades.
A principios del siglo XVII fue construida la iglesia dedicada a San José, el cual es el santo patrón de la localidad desde 1568; El 3 de mayo de 1738, la iglesia se incendió, por lo que fue reconstruida años más tarde, siendo terminada en 1755 con la edificación de la torre sur.
A mediados del siglo XVIII, tuvo lugar una importante migración de familias españolas, encabezaba el capitán de la milicia provincial Don Pedro Bernardino Peniche; junto con la familia Peniche inmigraron otras familias como los Erosa, Patrón, López y Rosado.
En 1785, fueron suprimidas las encomiendas en Yucatán por medio de una cédula real. En 1789, el poblado fue registrado por primera vez en un censo de población con 1654 habitantes y como parte de la Subdelegación de Tizimín y Chancenote.

### SigloXIX

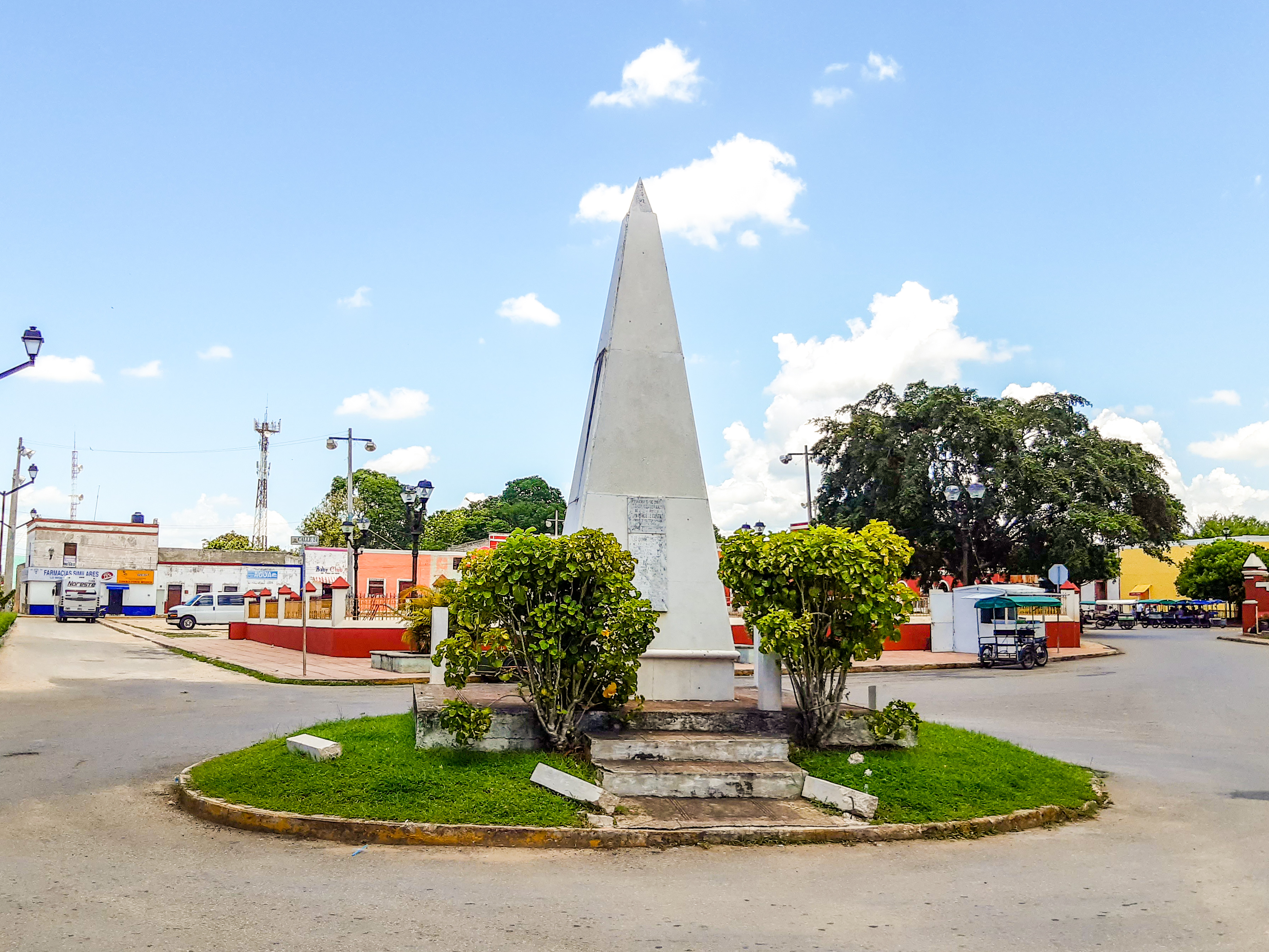
Obelisco dedicado a los Quince Grandes de Espita.

A principios del siglo XIX, la exigencia de maíz para abastecer a la creciente población de Mérida, sumada a la desarticulación económica que provocó la independencia de México —pues la región perdió a su principal socio comercial, La Habana, que seguía bajo dominio español— llevó a los dueños de las estancias ganaderas a producir cultivos para abastecer a la población, iniciando la formación de las haciendas. Los hacendados comenzaron a retener a los trabajadores —también llamados peones— mediante endeudamientos paulatinos, pues los impuestos, alimentación y muchas de sus necesidades eran pagadas por los terratenientes.
En 1825, pasó a formar parte del partido de Tizimín, y más tarde, el 30 de noviembre de 1840, la población se colocó como cabecera del Partido de Espita, creado ese mismo año; este cambio político se debió principalmente a su rápido desarrollo económico y a su crecimiento demográfico.
Debido al monocultivo del henequén en los alrededores de Mérida, las haciendas del oriente y sur del estado se definieron como productoras y abastecedoras de maíz para el consumo interno. La población de Valladolid fue una de las más afectadas durante la Guerra de Castas, esta situación provocó que 110 de las 117 haciendas registradas en su territorio fueran cerradas durante esa época; por esta razón, Espita lo reemplazó como principal productor de la región pasando de tener 37 haciendas en 1845, a 41 estancias en 1862, incrementando notablemente la producción en los terrenos ya establecidos. La Guerra de Castas tuvo un episodio en el lugar, el 15 de febrero de 1848, donde los indígenas sublevados la invadieron y los espiteños defendieron al pueblo ante el ataque en lo que se conoce como la Gesta heroica de los Quince Grandes de Espita.
En 1852, el 29 de abril, la Honorable Legislatura del Estado elevó al pueblo a la categoría de villa. En esa misma fecha las autoridades municipales decidieron dotarle de un escudo de armas oficial.
En 1870, después de un siglo de la inmigración española en Espita, la familia Peniche era dueña del 35% de las propiedades urbanas y el 50% de las estancias agrícolas. A finales del siglo XIX, Olegario Molina, considerado el personaje más conspicuo de la denominada casta divina, adquirió grandes extensiones de terreno para la explotación agrícola. Molina, junto con los hacendados Juan López Peniche, Alfonso Peniche Sauri, Urbano Góngora, Francisco Peniche López y José Isaac Peniche López tenían a su cargo 20 662 hectáreas en territorio espiteño. De 1883 a 1900, los peones endeudados en las haciendas del partido habían pasado de ser 967 a 2897; este pronunciado aumento se debió principalmente a que una parte de la producción de las haciendas era destinada al consumo de los trabajadores, así como las prestaciones para las necesidades de salud y subsistencia que las haciendas ofrecían.

### SigloXX
En 1905 se construyó el ramo del ferrocarril hacia la población, luego, el 3 de noviembre de 1907 llegó por primera vez un transporte de este tipo; las vías férreas facilitaron la comunicación con Mérida y permitieron la exportación del maíz espiteño hacia el interior del país.
Durante los primeros años de la revolución mexicana, Yucatán no fue escenario de combates ni movimientos de masas organizadas, por lo que puede considerarse a los 4 años siguientes una prolongación del porfiriato en la sociedad yucateca. En agosto de 1914, Venustiano Carranza nombró a Eleuterio Ávila como comandante militar y gobernador del estado de Yucatán; Ávila declaró nulas las deudas de los trabajadores rurales de las haciendas el 11 de septiembre de 1914, sin embargo, la ley no fue aplicada hasta el gobierno de Salvador Alvarado, quien fue nombrado como gobernador de Yucatán en 1915. La imposición del constitucionalismo llevó a que la iglesia de San José fuera convertida en cuartel militar y fueran suspendidos los actos religiosos; los peones comenzaron a abandonar las haciendas para instalarse en el poblado mientras que otros se quedaron en ellas a costa de un aumento de salario; los gastos en salarios obligaron a las haciendas a disminuir las extensiones de sus cultivos y a su abandono paulatino. A raíz de todos los cambios políticos sucedidos, los cargos públicos empezaron a ser ocupados por pequeños comerciantes y profesionistas locales, quienes sustituyeron a los hacendados en los manejos públicos y políticos.
El 24 de abril de 1914, por medio del decreto 105 del gobernador Prisciliano Cortés, se elevó a la categoría de ciudad a nueve cabeceras municipales, entre ellas Espita, este decreto fue declarado nulo meses más tarde por el entonces recién electo gobernador Eleuterio Ávila, por lo que volvió a su categoría de villa.
A partir de la década de 1940, con apoyo gubernamental, los pequeños propietarios encontraron en la ganadería a gran escala una nueva actividad económica para hacerle frente al declive económico, sin embargo, el desarrollo fue más benéfico para los terrenos vecinos a Tizimín y Panabá, donde los ejidatarios espiteños encontraron una mayor fuente de ingresos, estos movimientos provocaron, en la década de 1970, una migración de los trabajadores hacia otras poblaciones como Cancún durante el sexenio de Luis Echeverría en busca de empleo en hoteles, taxis y comercios.

### SigloXXI

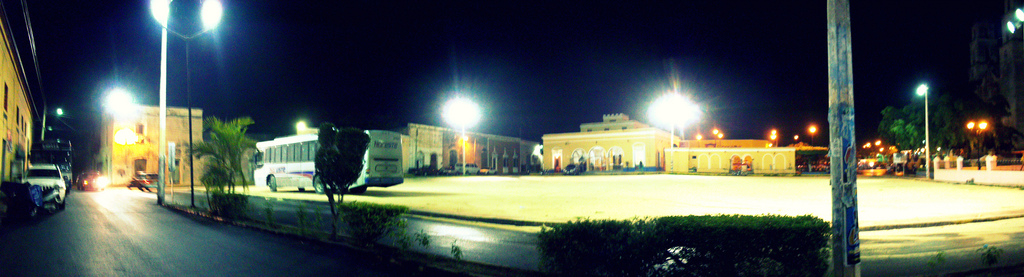
Panorámica de la plaza de toros con el mercado municipal al fondo.

El 25 de septiembre de 2012 la Secretaría de Desarrollo Urbano y Medio Ambiente (SEDUMA) oficializó la declaratoria y el reglamento de la Zona de Patrimonio Cultural de la localidad, misma que delimita y reglamenta las construcciones del centro histórico de la villa para salvaguardar su integridad, esto con el objetivo de convertir a Espita en uno de los Pueblos Mágicos de México. A marzo de 2013, 1200 edificios estaban catalogados como de tipo colonial en la villa.
El 30 de mayo de 2014 fue inaugurada la Casa de la Cultura de Espita, en el edificio que durante el siglo XX le perteneció a la escuela Manuela Olivares; el edificio fue remodelado por el Consejo Nacional para la Cultura y las Artes (CONACULTA).
El 30 de junio de 2023 la Secretaria de Turismo nombró 3 nuevos pueblos mágicos: Espita, Tekax y Motul.

## Geografía

### Localización
Se ubica en el municipio de Espita, el cual se encuentra en el estado mexicano de Yucatán.
En el ámbito nacional, se encuentra a una distancia de 2365 km de Monterrey, 2004 km de Guadalajara, y 1462 km de la Ciudad de México.
Con respecto a las ciudades del sureste de México, se encuentra a 714 km de Villahermosa, 537 km de Ciudad del Carmen, 476 km de San Francisco de Campeche, 356 km de Chetumal, 195 km de Cancún, y 179 km de Playa del Carmen.
La distancia con respecto a las ciudades más pobladas de Yucatán son de 230 km de Ticul, 190 km de Progreso, 165 km de Mérida, 49 km de Valladolid, y 27 km de Tizimín. Con respecto a puntos de interés turístico del estado se encuentra a 80 km de Izamal, 51 km de Chichén Itzá, y 35 km de Ek Balam.

### Clima
De acuerdo a la clasificación de Köppen, presenta el clima Aw; los meses con menos precipitaciones corresponden al invierno, mientras que el régimen regular de lluvias tiene lugar durante el verano. La temperatura atmosférica promedio es de 26 °C; el mes de mayo suele registrar la máxima temperatura promedio, mientras que diciembre y enero registran la mínima. Su precipitación pluvial se ubica en 1 111.3 milímetros anuales.
| Parámetros climáticos promedio de Espita | Parámetros climáticos promedio de Espita | Parámetros climáticos promedio de Espita | Parámetros climáticos promedio de Espita | Parámetros climáticos promedio de Espita | Parámetros climáticos promedio de Espita | Parámetros climáticos promedio de Espita | Parámetros climáticos promedio de Espita | Parámetros climáticos promedio de Espita | Parámetros climáticos promedio de Espita | Parámetros climáticos promedio de Espita | Parámetros climáticos promedio de Espita | Parámetros climáticos promedio de Espita | Parámetros climáticos promedio de Espita |
| Mes                                      | Ene.                                     | Feb.                                     | Mar.                                     | Abr.                                     | May.                                     | Jun.                                     | Jul.                                     | Ago.                                     | Sep.                                     | Oct.                                     | Nov.                                     | Dic.                                     | Anual                                    |
| ---------------------------------------- | ---------------------------------------- | ---------------------------------------- | ---------------------------------------- | ---------------------------------------- | ---------------------------------------- | ---------------------------------------- | ---------------------------------------- | ---------------------------------------- | ---------------------------------------- | ---------------------------------------- | ---------------------------------------- | ---------------------------------------- | ---------------------------------------- |
| Temp. máx. abs. (°C)                     | 39.7                                     | 35.5                                     | 39.9                                     | 39.3                                     | 42                                       | 39.6                                     | 39                                       | 38.9                                     | 38.1                                     | 38                                       | 39                                       | 40                                       | 42                                       |
| Temp. máx. media (°C)                    | 29.6                                     | 30.4                                     | 32.7                                     | 34.8                                     | 36.2                                     | 34.5                                     | 34.6                                     | 34.4                                     | 33.5                                     | 32.3                                     | 30.9                                     | 29.8                                     | 32.8                                     |
| Temp. mín. media (°C)                    | 16.1                                     | 16.5                                     | 18.1                                     | 20.1                                     | 21.4                                     | 21.8                                     | 20.9                                     | 20.7                                     | 20.4                                     | 20.2                                     | 18.3                                     | 16.6                                     | 19.3                                     |
| Temp. mín. abs. (°C)                     | 5                                        | 7                                        | 6                                        | 10.6                                     | 12                                       | 11                                       | 7                                        | 8                                        | 7                                        | 11                                       | 8                                        | 6.5                                      | 5                                        |
| Precipitación total (mm)                 | 50.5                                     | 35.2                                     | 22.8                                     | 39                                       | 104.5                                    | 168.6                                    | 132.7                                    | 142.4                                    | 189.6                                    | 125.2                                    | 53.2                                     | 47.6                                     | 1111.3                                   |
| Fuente: Servicio Meteorológico Nacional. |                                          |                                          |                                          |                                          |                                          |                                          |                                          |                                          |                                          |                                          |                                          |                                          |                                          |

## Demografía
En 2020 era la decimoctava localidad más poblada del estado, con 11551 habitantes.
De acuerdo con el Programa de las Naciones Unidas para el Desarrollo, en 2010 el municipio al que pertenece tenía un índice de desarrollo humano medio de 0,6246 para hombres y 0,6083 para mujeres; estas cifras fueron inferiores al promedio estatal de 0,7505 para hombres y 0,7563 para mujeres.
Según cifras de 2010 de la Secretaría de Desarrollo Social (SEDESOL), el índice de marginación de la localidad era de -0.10923, lo que la colocaba en un grado alto de marginación.
| Gráfica de evolución demográfica de Espita entre 1900 y 2020 |
|                                                              |
| Población según los censos del INEGI.                        |

## Política

### Municipio de Espita
Es la cabecera municipal del municipio de Espita, uno de los 106 municipios de Yucatán, mismo que se encuentra al oriente del estado y ocupa una superficie total de 737,30 km².
En el 2010, el municipio tenía una población de 15 571 habitantes, la mayoría de ellos en la cabecera municipal y en menor medida en las localidades de Nacuché, Kunché, Holcá, Tuzik, Xuilub, X-Ualtez y San Pedro Chenchelá.

### Administración
Desde las elecciones estatales de Yucatán de 2024, el presidente municipal electo es Mario Isaías Sánchez Esquivel, militante del Partido Verde.
Las gestión municipal está dividida en diferentes áreas, llamadas comisiones; estas son: Agua Potable, Alumbrado Público, Cementerio, Comisarías y Desarrollo Rural, Deporte, Educación y Cultura, Patrimonio y Hacienda, Parques y Jardines, Reclutamiento y Nomenclatura, Rastros y Mercados, y Salud.

## Economía
Las actividades primarias son las que representan a la mayor parte de la población económicamente activa, siendo las actividades que realiza más de la mitad de la misma; el resto de las actividades económicas son ejecutadas en el sector terciario y, en menor medida, en el sector secundario.

### Empleo
La población económicamente activa de la localidad era de 4051 habitantes en el año 2010 (35,07% de la población total), de estos, 3203 eran hombres y 848 mujeres. Sin embargo, solo 3936 personas se encontraban ocupadas, siendo 3098 hombres y 838 mujeres. Estas cifras indican que la tasa de desempleo de la villa era del 2,84% en el 2010.

### Sectores

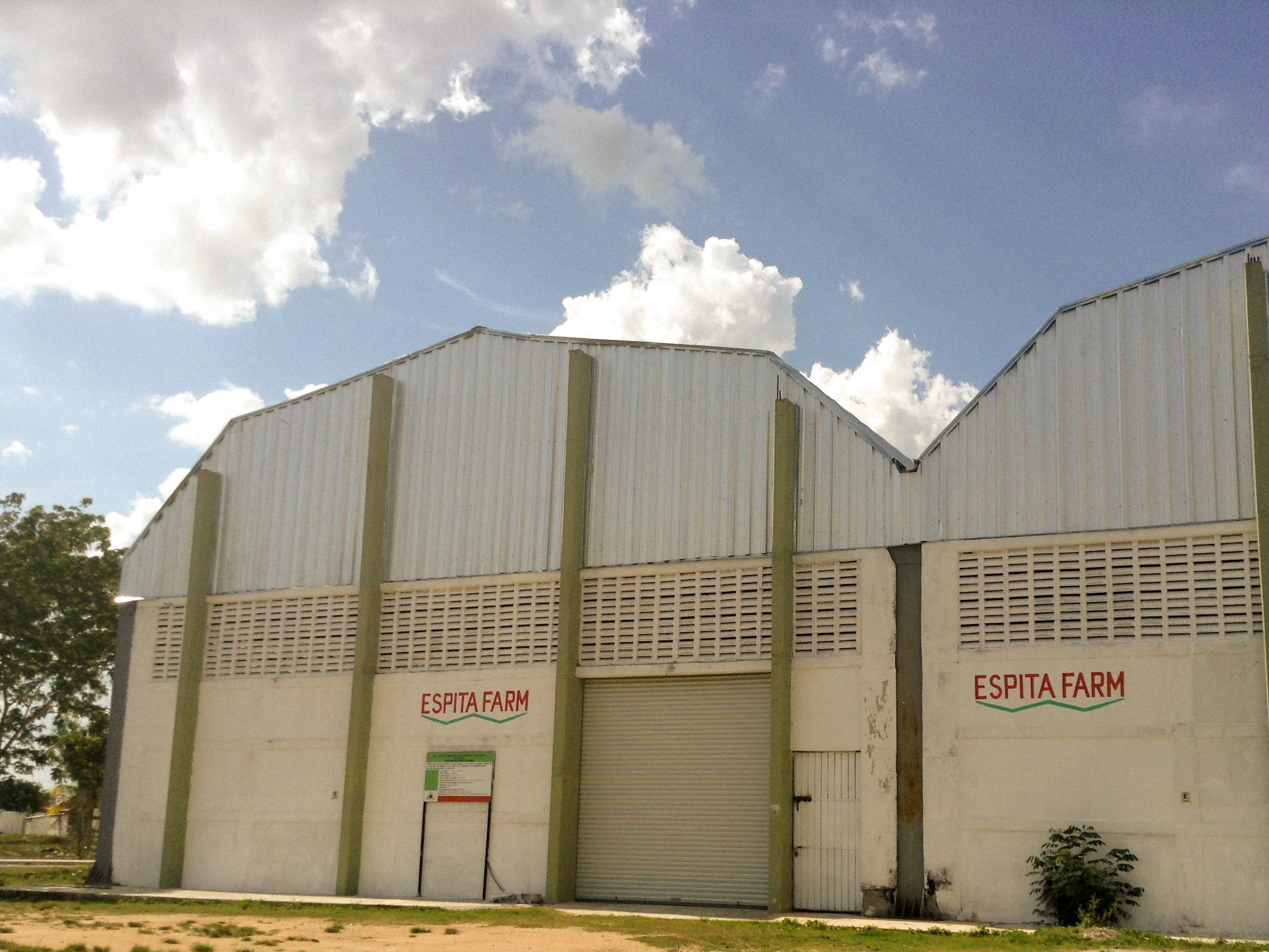
Bodegas de Espita Farm.

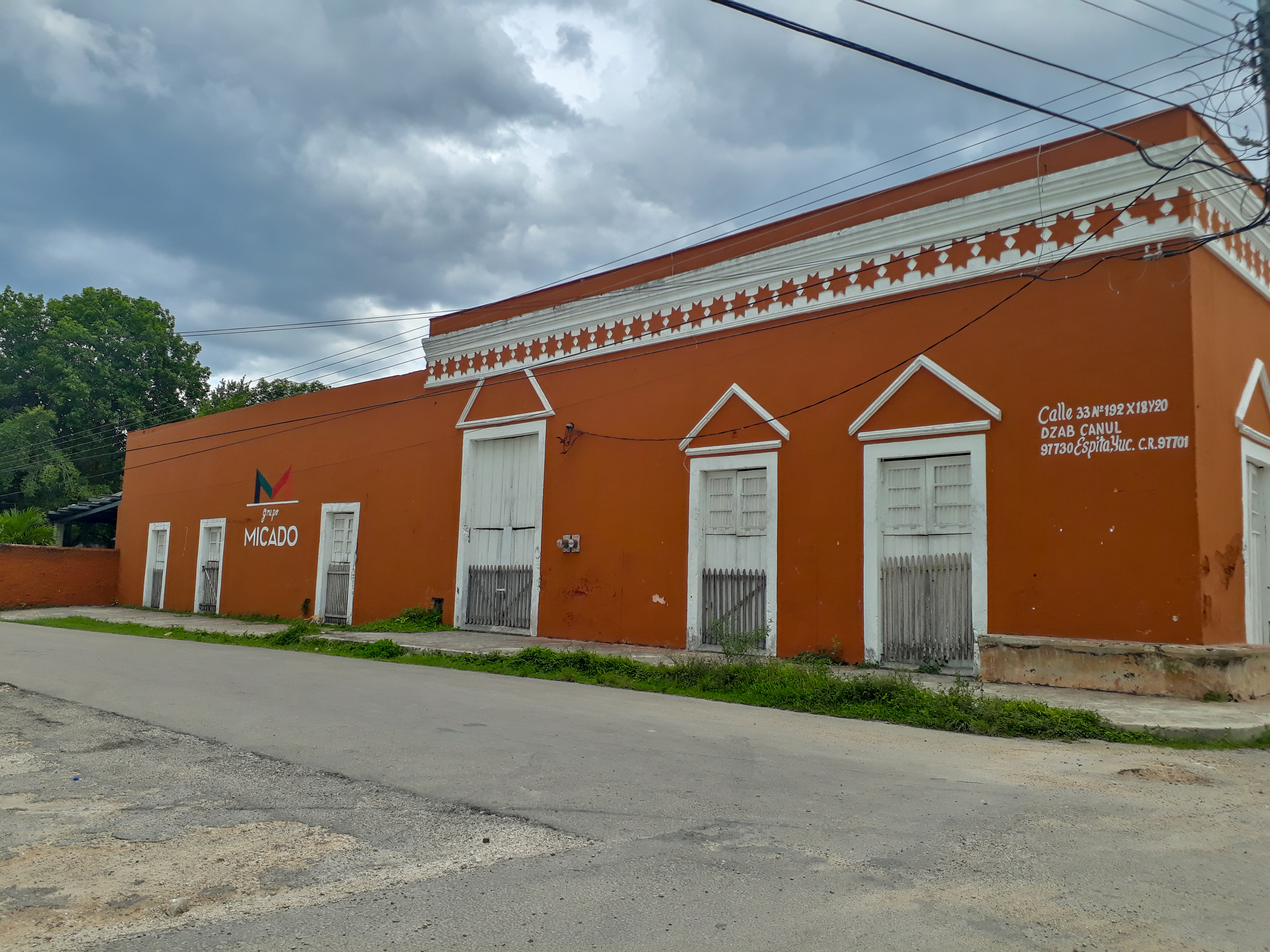
Fábrica de ropa en Espita.

#### Sector primario
El sector primario engloba a la agricultura, la pesca y la ganadería. Este sector ocupaba al 59% de la población económicamente activa del municipio en el año 2000. La mayor parte de las actividades primarias son desarrolladas por productores locales. En 2010 el término municipal presentaba una superficie sembrada total de 22 849 ha, de las cuales fueron cosechadas 22 796 ha. Las principales plantaciones fueron pastos (20 257 ha) y maíz grano (2 387 ha).

#### Sector secundario
El sector secundario engloba todo lo relativo a la industria. Este sector ocupaba al 18% de la población económicamente activa del municipio en el año 2000. En lo relativo a la industria, la villa cuenta con una fábrica de ropa, una fábrica de muebles, una fábrica de zapatos y una empacadora de chile habanero. También, los pequeños productores espiteños, hacen de la villa una las localidades con mayor producción de artículos de piel del estado, junto con las localidades de Mérida, Valladolid, Hunucmá y Tizimín.

#### Sector terciario
El sector terciario engloba todas aquellas actividades económicas que no producen bienes materiales de forma directa, sino servicios que se ofrecen para satisfacer las necesidades de la población. Este sector ocupaba al 23% de la población económicamente activa del municipio en el año 2000.

##### Turismo

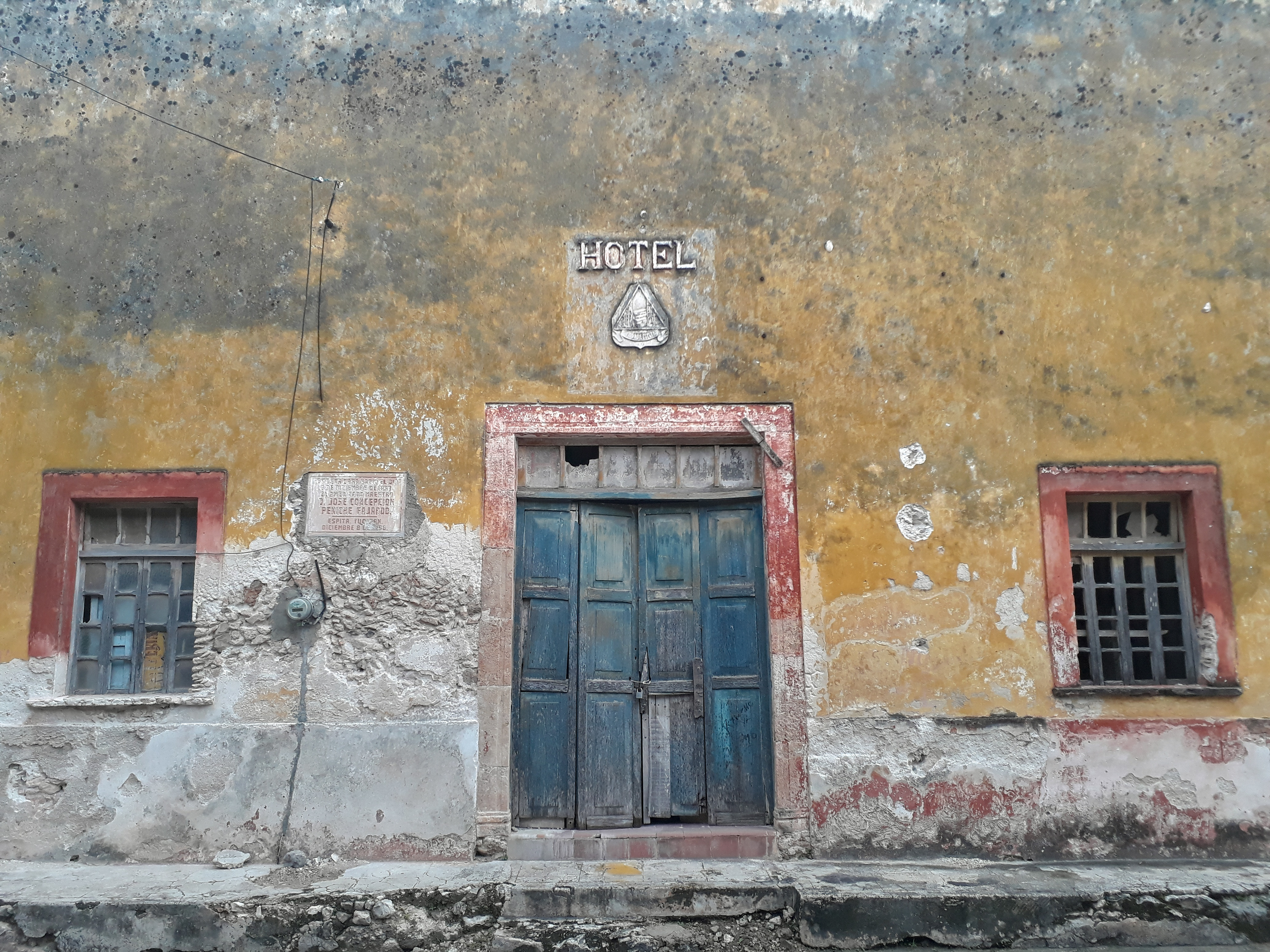
Hotel de la familia Peniche, actualmente en ruinas.

La iglesia de San José, junto con sus tradiciones, son consideradas los mayores atractivos de la villa; en el primer cuadro de la localidad también destacan el palacio municipal, la casa de la cultura, y el mercado municipal. Edificios más lejanos también son de interés, como la Sociedad Progreso y Recreo, el antiguo Teatro Libertad, y la estación de ferrocarriles. Existen edificaciones sin mantenimiento y no aptas para visitarse como el antiguo Hotel de la familia Peniche o las haciendas Santa Cruz Regadío, San Vicente y Actunkú.
La actividad turística tiene una contribución menor a la economía local. Actualmente la villa cuenta con algunos lugares de hospedaje, entre los que destacan Hacienda Kankabá y Casona Los Cedros.
La Hacienda Kankabá, junto con el cenote que abastecía a la antigua finca, han sido remodelados para su uso como parador turístico y para hospedaje. Inicialmente fue propiedad del médico Urbano Góngora, y su producción se dedicaba al procesamiento de caña de azúcar. La Casona Los Cedros es un proyecto arquitectónico de capital francés que consta de nueve habitaciones, una piscina y un restaurante.

## Transportes

### Carreteras
La comunicación terrestre con Sucilá esta permitida gracias a la carretera estatal número 33, la cual se encuentra construida con asfalto revestido, con una capacidad de dos carriles, y tiene un ancho de 6 metros. La carretera que une a la villa con Calotmul, tiene una capacidad de dos carriles, y un ancho de 5 metros. El camino hacia Cenotillo tiene una capacidad de dos carriles y tiene un ancho de 6 metros. Al sur se puede llegar a Uayma mediante una carretera estatal de dos carriles de capacidad y un ancho de 7 metros. La comunicación con Dzitás es posible por una carretera de dos carriles de capacidad y un ancho de 7 metros.
Existe un camino que une a la villa con Tizimín, actualmente en calidad de brecha, no transitable por vehículos; este camino permitiría la comunicación de Tizimín con Pisté y Chichén Itzá en línea recta.

### Transporte urbano

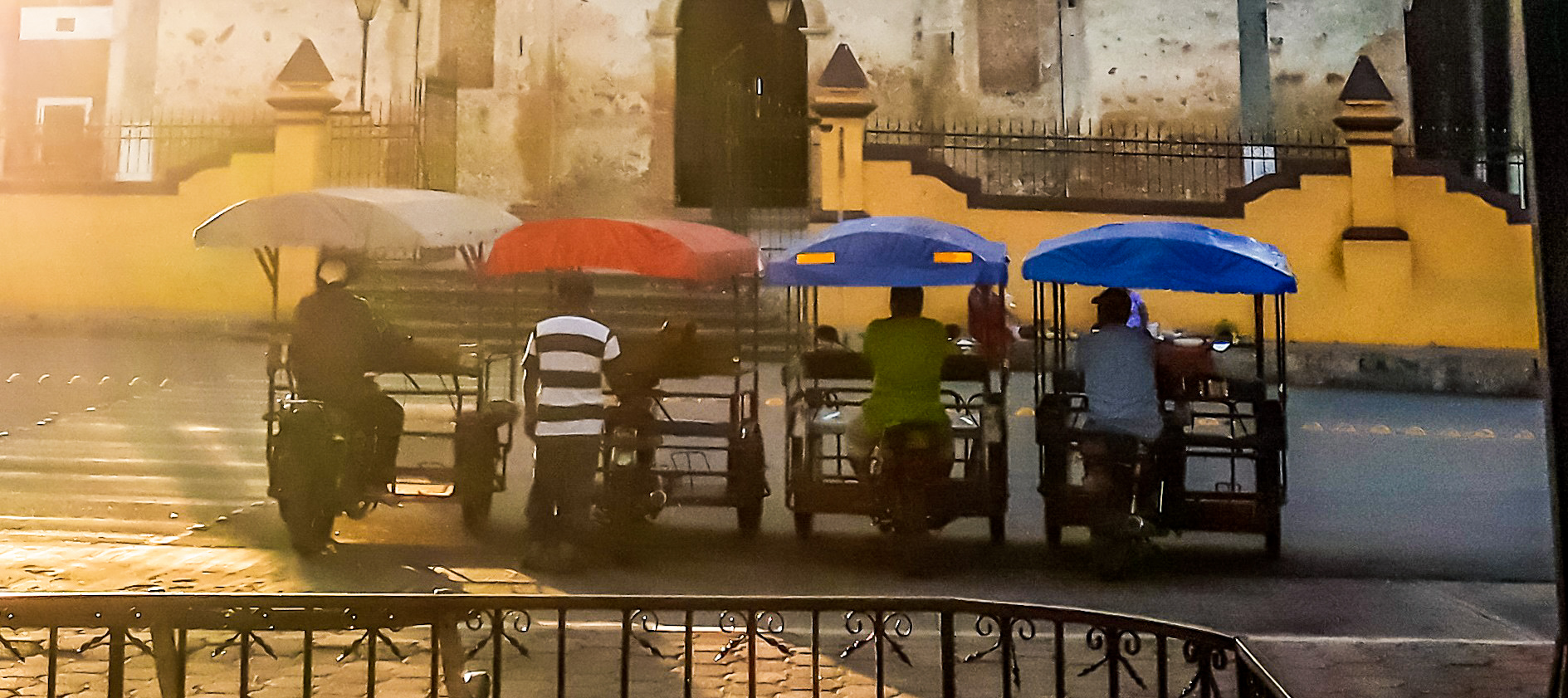
Tricitaxis en Espita.

La comunicación Mérida y Valladolid se realiza principalmente mediante autobuses.
El transporte a localidades cercanas se realiza principalmente por furgonetas. Este tipo de transporte facilita sobre todo los viajes a Tizimín y a Nacuché. También se puede llegar a estas localidades mediante taxis, siendo el principal medio de transporte que comunica a la villa con Tizimín y Valladolid.
Un medio de transporte arraigado a la comunidad es el "mototaxi" o "tricitaxi". Este consiste en la unión de la cabina de un triciclo de carga en la parte anterior con una motocicleta en la parte posterior. Es un medio de transporte utilizado comúnmente para desplazarse en el interior de la villa.

## Servicios públicos
Se entiende por servicios públicos aquellos que cumplen una función económica o social (o ambas) y satisfacen primordialmente las necesidades de la comunidad o sociedad donde estos se llevan a cabo, estos pueden ser prestados de forma directa por las administraciones públicas o bien de forma indirecta a través de empresas públicas o privadas.

### Abastecimiento
Agua
El abastecimiento de agua a los hogares está a cargo del Sistema Municipal de Agua Potable.
Energía

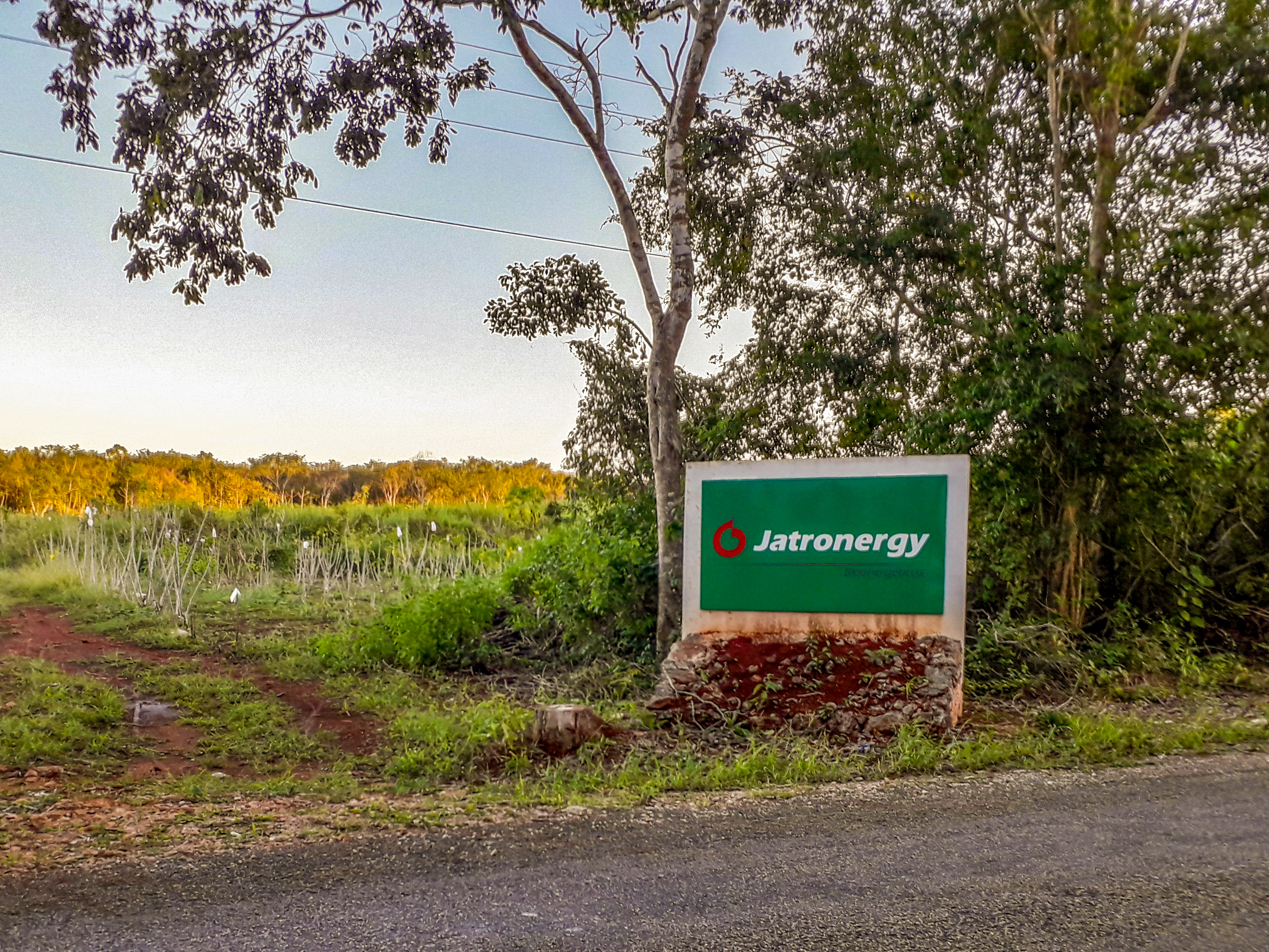
Entrada al Banco de Germoplasma de Jatronergy.

Al igual que en el resto México, la generación eléctrica está a cargo de la Comisión Federal de Electricidad (CFE), monopolio paraestatal que opera las plantas generadoras de electricidad y la distribuye en todo el territorio mexicano.
El abastecimiento de combustibles derivados del petróleo (gasolina y diésel) en la villa se realiza en una gasolinera propiedad de PEMEX ubicada en la Prolongación Calle 27, número catastral 1569, y que inició operaciones el 25 de septiembre de 2012.
El uso de energías renovables está presente en algunas instalaciones del gobierno municipal, así como en las propiedades privadas de la localidad. La empresa Jatronergy tiene su Banco de Germoplasma en el municipio, en donde se llevan a cabo investigaciones biológicas para la mejora genética de Jatropha curcas, planta usada para la fabricación de biodiésel.

### Educación
| Población por escolaridad | Población por escolaridad | Población por escolaridad | Población por escolaridad | Población por escolaridad |
| ------------------------- | ------------------------- | ------------------------- | ------------------------- | ------------------------- |
| Grado académico           | Grado académico           |                           | Porcentaje                | Porcentaje                |
| Sin escolaridad           | Sin escolaridad           |                           | 8.2 %                     | 8.2 %                     |
| Básica                    | Básica                    |                           | 69.1 %                    | 69.1 %                    |
| Media superior            | Media superior            |                           | 16.5 %                    | 16.5 %                    |
| Educación superior        | Educación superior        |                           | 6.1 %                     | 6.1 %                     |
| Fuente: INEGI (2020)      |                           |                           |                           |                           |

La educación está a cargo de escuelas públicas, que brinda servicios de educación básica y media superior. La mayoría de estas escuelas pertenecen al gobierno federal. No existen escuelas privadas en la localidad.
En 2010 existía un total de 1288 analfabetas mayores de 15 años, por lo que el índice de alfabetización era de 88,84% en este sector de la población. En 2017, existían cuatro escuelas preescolares que brindaba servicios a 485 alumnos; seis primarias para 1508 alumnos; dos secundarias para 684 alumnos; y un bachillerato para 699 alumnos. No existen instituciones que impartan educación superior en la localidad.
El rubro educativo es el de menor contribución al índice de desarrollo humano del municipio al que pertenece la localidad, esto se debe a que en la comunidad se tiene una escolaridad promedio de 4.49 años, de acuerdo con los datos de 2010 del Programa de las Naciones Unidas para el Desarrollo.

### Salud

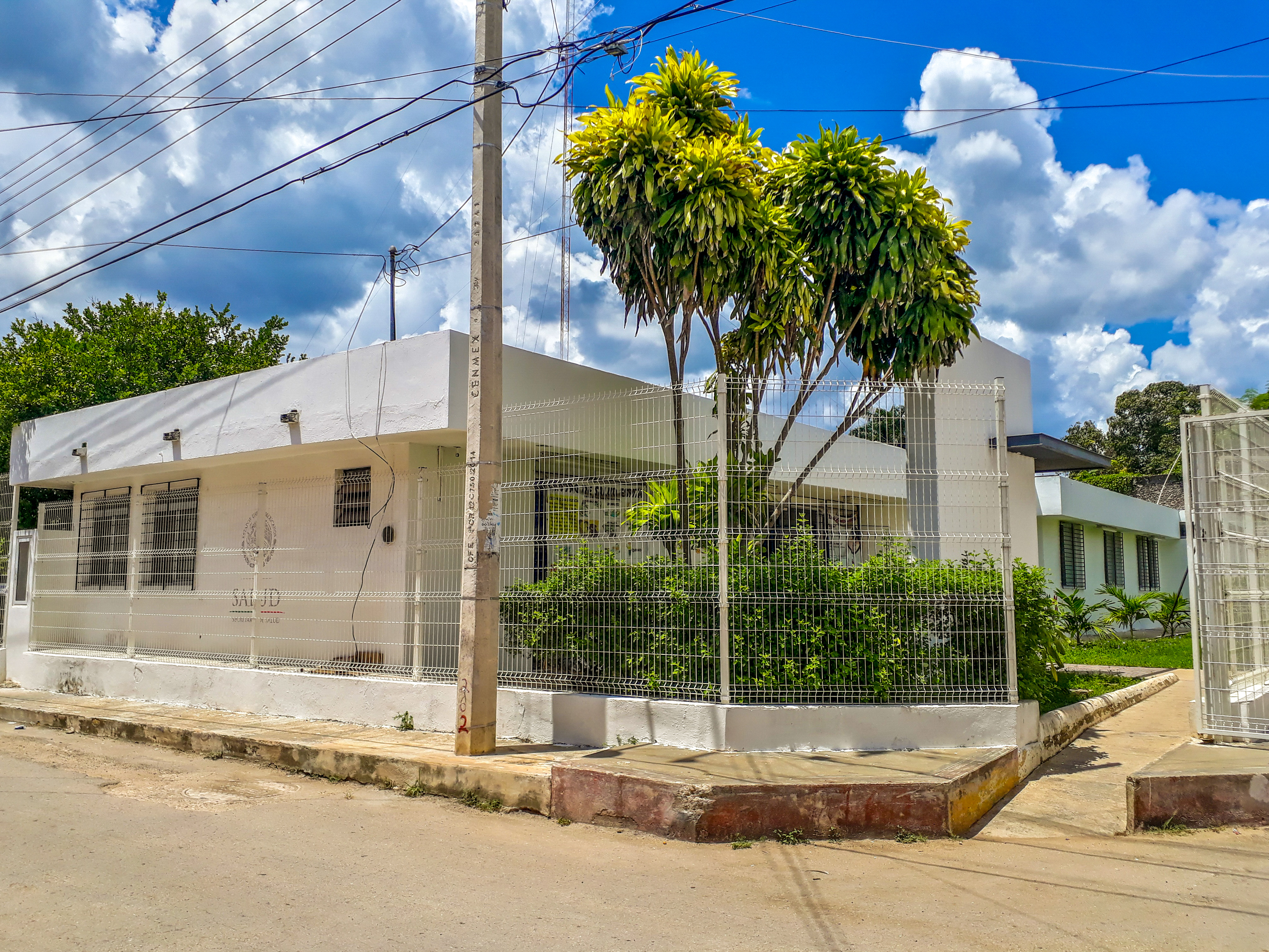
Centro de salud de Espita.

El sistema de salud de la villa se divide entre las prestaciones del sistema público de salud, gestionado por los Servicios de Salud de Yucatán, y las que realiza la medicina privada, presente a través de consultorios médicos. La tasa de mortalidad infantil en 2010 era de 17.10 muertes por cada 1000 nacidos vivos, siendo el indicador de mejor desempeño en el índice de desarrollo humano del municipio al que pertenece la localidad.
En relación con el sistema público de salud, la localidad se encuentra en la Jurisdicción Sanitaria N.º 2 de los Servicios de Salud de Yucatán, y cuenta con un centro de salud de atención primaria para la atención de la población residente en la villa. Este centro de salud cuenta con cinco consultorios médicos, una farmacia, un área de curaciones y los servicios de nutrición, odontología y psicología.
Se pueden encontrar medicamentos en el sector privado, a través de siete farmacias, tres de las cuales pertenecen a las cadenas comerciales de Farmacias Similares, Farmacias Yza, y Farmacias Bazar, mientras que las restantes pertenecen a negocios locales. También se tiene una reserva de medicamentos disponibles para la población en situación de pobreza, a cargo de la administración pública local, en el Dispensario Médico Municipal.

### Seguridad
La Policía Municipal de Espita es el organismo encargado de la seguridad pública de la comuna. Tiene su sede en el Palacio Municipal y cuenta con 4 casetas de vigilancia, ubicadas en la salida norte hacia Sucilá, en la salida este hacia Calotmul, en la salida sur hacia Uayma y en la salida oeste hacia Cenotillo.
Además de esta institución, ocasionalmente se pueden encontrar operativos de la Policía estatal de Yucatán en algunos sitios de la villa, principalmente en las cercanías de las carreteras estatales y en los eventos multitudinarios.

## Medios de comunicación
Prensa escrita

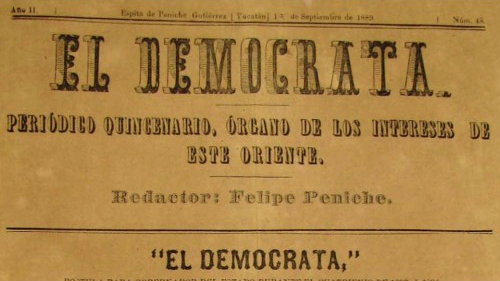
Portada de "El Demócrata", publicado en 1880 en Espita.

El quincenario "El Demócrata" fue una publicación periódica que era editada en Espita en los años comprendidos de 1877 a 1879 y de 1906 a 1913. El quincenario era propiedad de José Catarino Peniche, mismo que era parte de la burocracia porfirista estatal. José Catarino Peniche fue reemplazado por Marcos Peniche Navarrete en la dirección y propiedad del quincenario durante el inicio del siglo XX, y fue quien en enero de 1910 asumió la presidencia del ayuntamiento de Espita y más tarde clausuró su publicación. Algunas de las publicaciones conservadas fueron restauradas y digitalizadas a lo largo de 2010 y fueron publicadas en 2011 por el Patronato Pro Historia Peninsular (Prohispen) y la asociación Apoyo al Desarrollo de Archivos y Bibliotecas de México (ADABI).
Telefonía celular.
La villa cuenta con la señal de Telcel en las modalidades 2G, 3G, y 4G; y desde junio de 2023 5G, instalando de esa manera 2 nuevas antenas para satisfacer las necesidades del municipio, una antena en la colonia xpope y otra antena en la colonia pimienta; llegando consigo la comunicación 4.5G y 5G.
De igual manera desde el mes de agosto de 2021 Espita ya cuenta con la nueva empresa Altán Redes, la red compartida del gobierno federal para llevar conectividad a las poblaciones marginadas del país del acceso a internet 4G. ( Altan Redes trabaja con OVM's como son: (DIRI, Bait, Netwey, Axios Mobile, Etc; para poder llegar a los usuarios finales).
Las compañías AT&T, Movistar, Unefón y demás solo funcionan en el municipio a base de Roaming, usando las antenas e infraestructura de Telcel a una velocidad reducida.
Recientemente desde junio de 2024, Espita ya cuenta con internet por fibra óptica, a través del operador Quatrocomm, operado por Likenet.

## Arquitectura y urbanismo

### Centro histórico

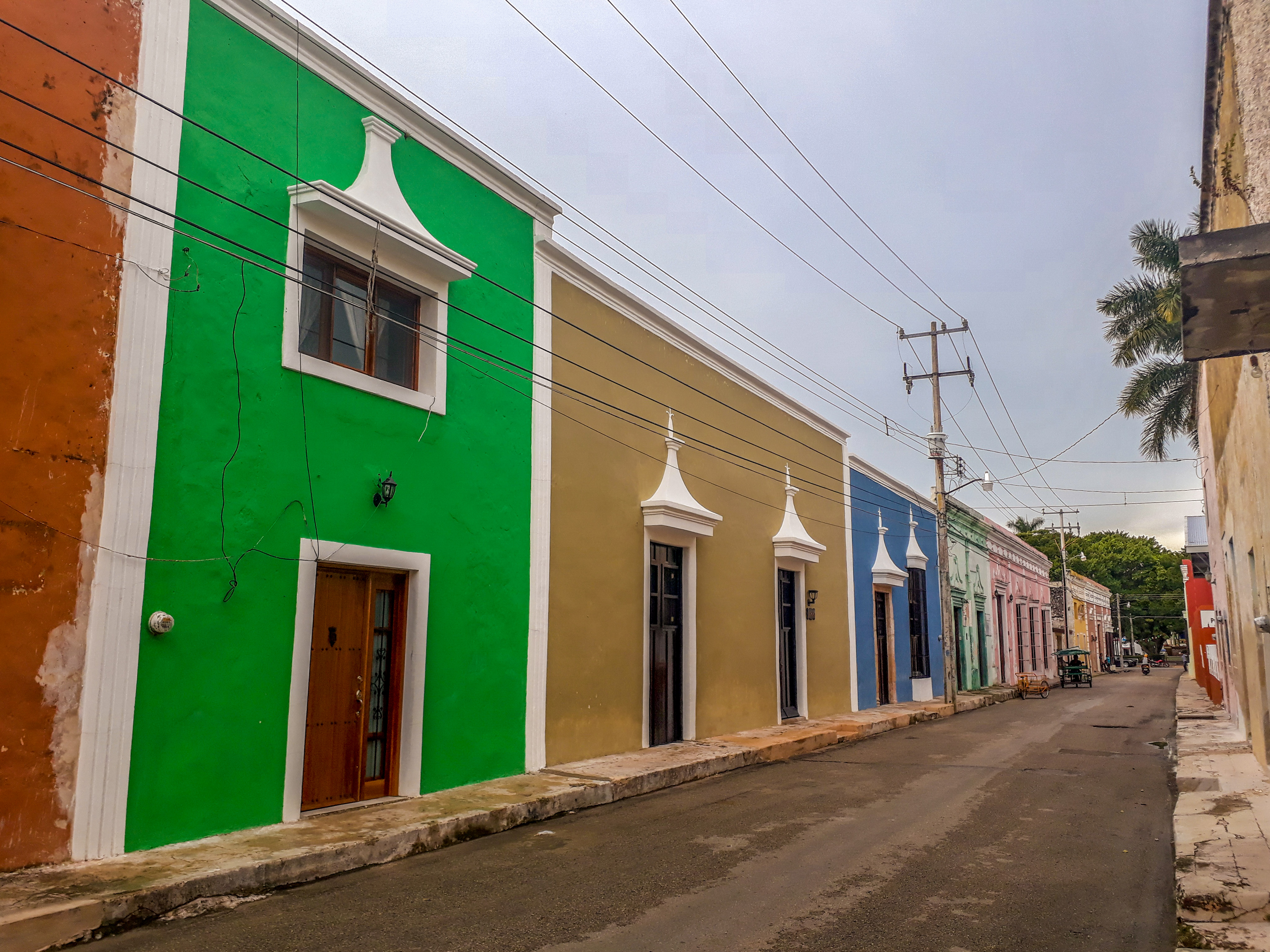
Casas en el centro histórico.

El centro histórico de Espita consiste en un área que contiene las edificaciones más antiguas e importantes de la villa, entre ellas la iglesia de San José, el palacio municipal, el mercado municipal y las antiguas casas de mampostería que datan de la época colonial y que eran, en su mayoría, propiedad de los españoles que emigraron hacia Espita en el siglo XVIII.
El 25 de septiembre de 2012 fue oficializada la declaratoria y el reglamento de la Zona de Patrimonio Cultural de la localidad, misma que delimita y reglamenta las construcciones del centro histórico de la villa.
Palacio municipal
El palacio municipal fue construido por mandato del alcalde Juan José Méndez en 1841, y más tarde, en 1901, se construyó la torre que contiene el reloj público durante el periodo de Antonio R. López.
Mercado municipal
El mercado municipal lleva por nombre "Juan José Méndez". Fue planeado en 1896 pero no pudo construirse por falta de recursos. No fue hasta el 16 de septiembre de 1902, en aniversario de la independencia de México, que se colocó la primera piedra, y posteriormente fue inaugurado el 20 de junio de 1906.
Iglesia de San José

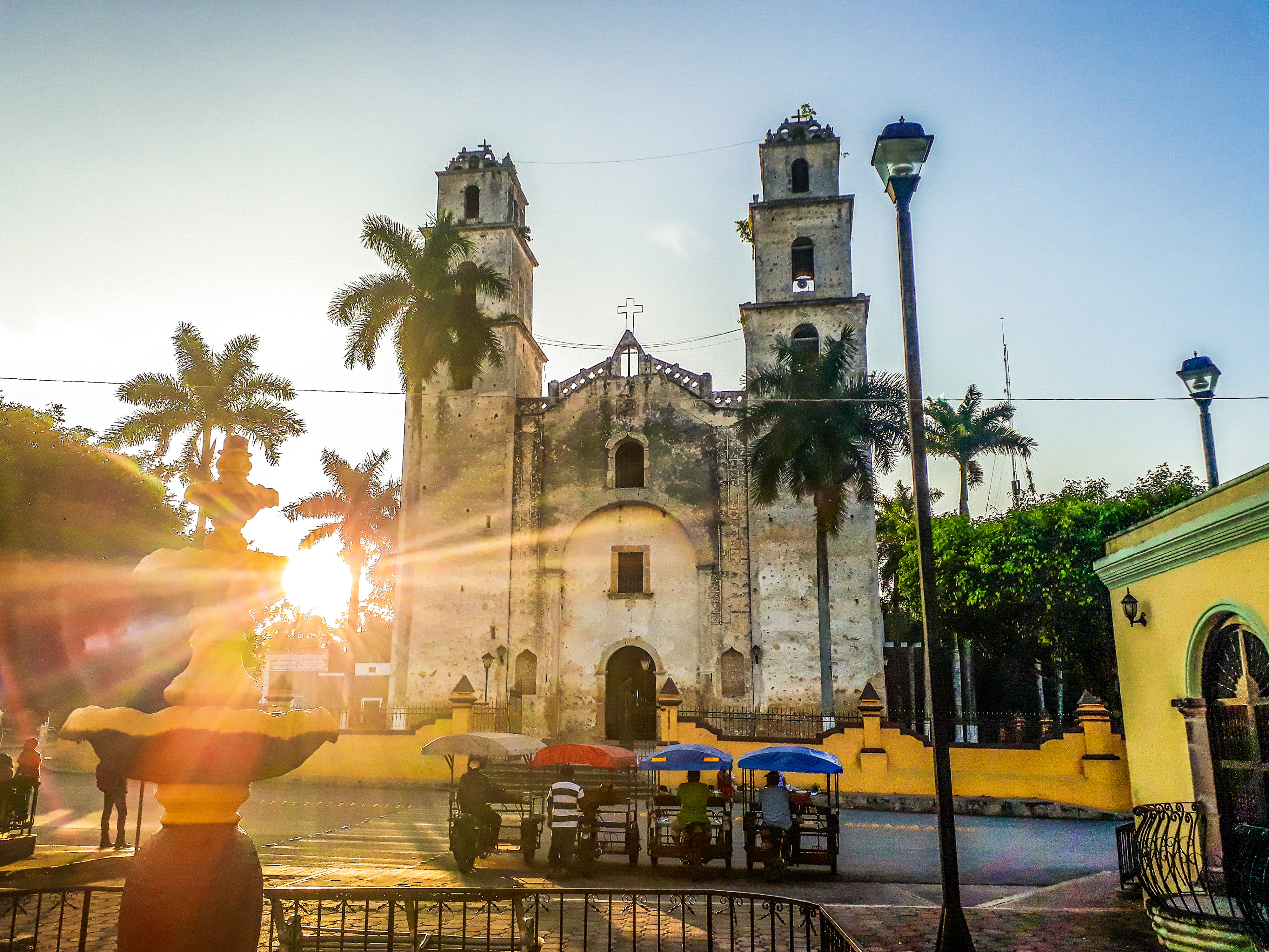
Iglesia de San José de Espita.

La iglesia dedicada a San José que se encuentra en el centro histórico de la villa fue construida a principios del siglo XVII, a diferencia de otras construcciones religiosas yucatecas, la iglesia de Espita compartía un centro ceremonial de los antiguos pobladores. La iglesia se incendió el 3 de mayo de 1738 y fue reconstruida años más tarde. En 1875 se construyó el atrio de la iglesia.
Durante 1915, bajo el gobierno estatal de Salvador Alvarado, la iglesia fue convertida en cuartel militar, por lo que se suspendieron los actos religiosos. La imagen del Niño Dios —santo patrón del pueblo junto con San José— fue tomada por los habitantes de la villa para que esta fuera escondida entre las casa de los mismos y la gente pudiera acudir a él para rezarle.

### Monumentos
La Guerra de Castas tuvo un episodio en Espita el 15 de febrero de 1848, donde los indígenas sublevados la invadieron y quince espiteños defendieron al pueblo ante el ataque en lo que se conoce como la Gesta heroica de los Quince Grandes de Espita. El 15 de febrero de 1950, en honor a este hecho histórico en la villa y a petición del Museo Pedagógico de Espita, la Sociedad Progreso y Recreo construyó el obelisco dedicado a los Quince Grandes de Espita con motivo del centenario de la batalla librada en Espita.

Monumentos en Espita
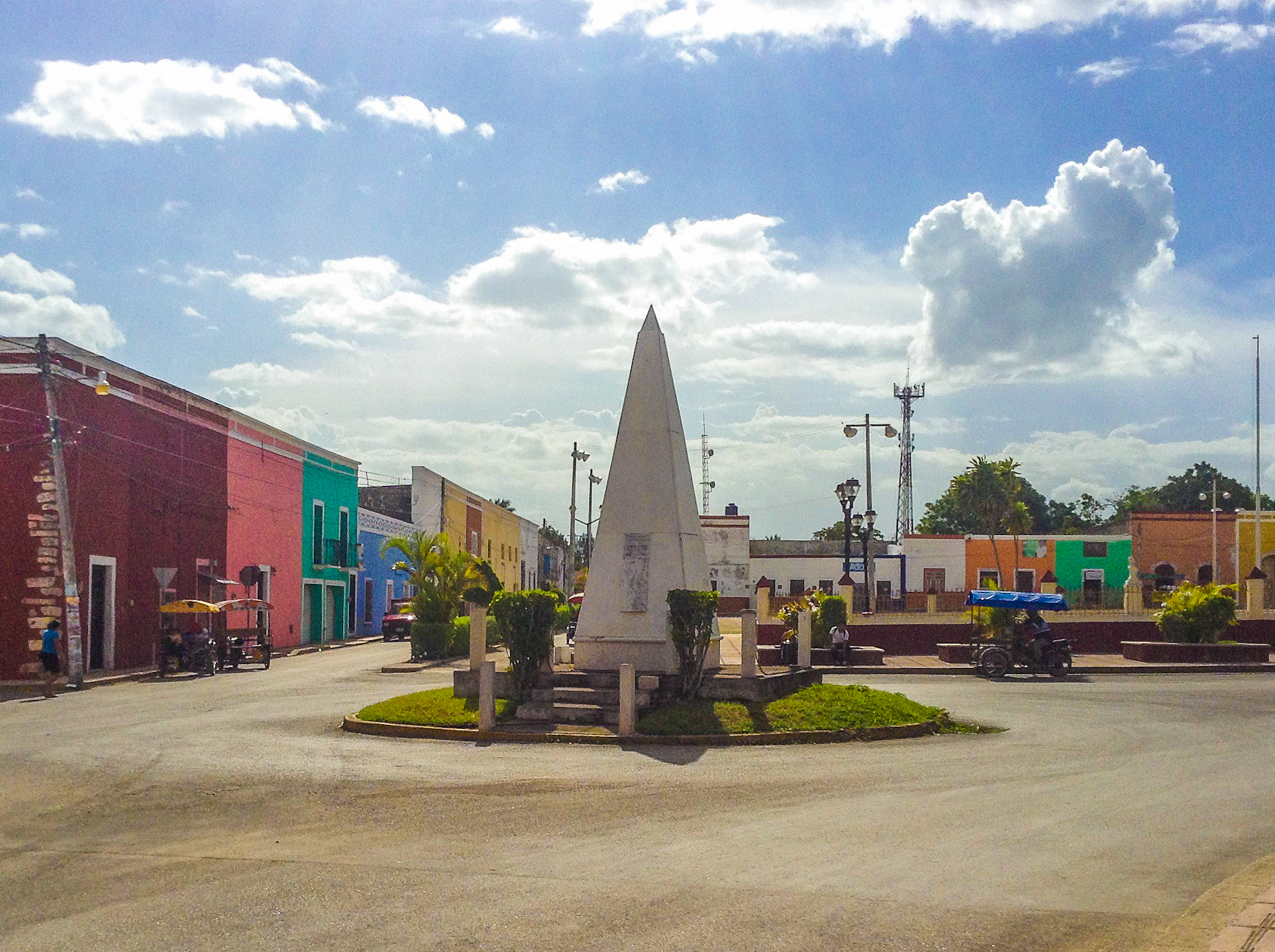
Obelisco a los Quince Grandes de Espita.
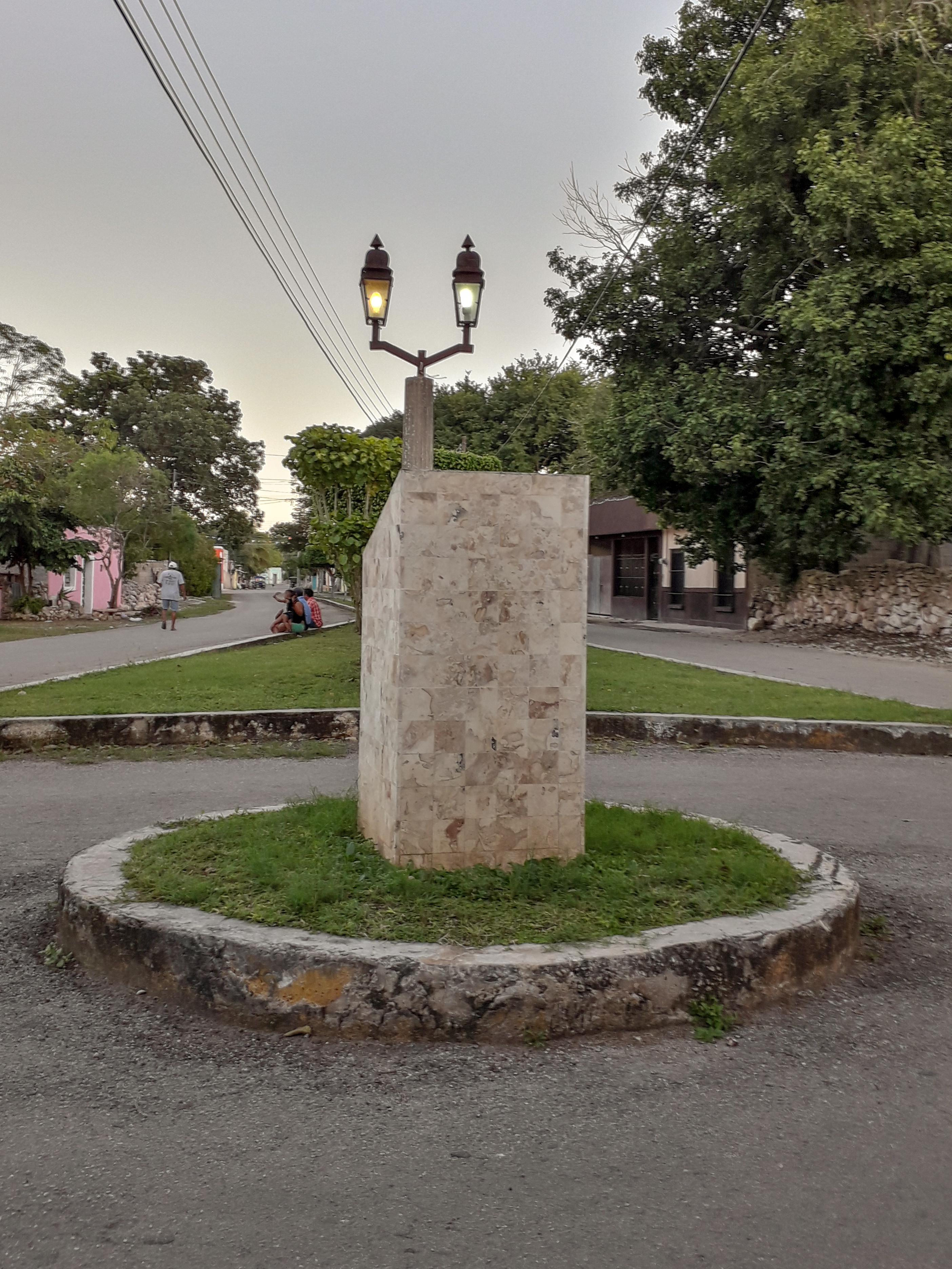
Monumento al maestro.

### Parques y jardines
Parques
La villa cuenta con múltiples parques y jardines en su área urbana. Entre los más destacados se encuentran los siguientes:
- Parque de la Madre.
- Parque Francisco I. Madero.
- Parque Heroico Colegio Militar.
- Parque Infantil Benito Juárez.[n 9][117]
- Parque Luis F. Solís Pedraza.
- Parque Melchor Ocampo.[n 10][117]
- Parque Xpopé.
- Parque Cri-Cri

Parques en Espita
Parque Melchor Ocampo.
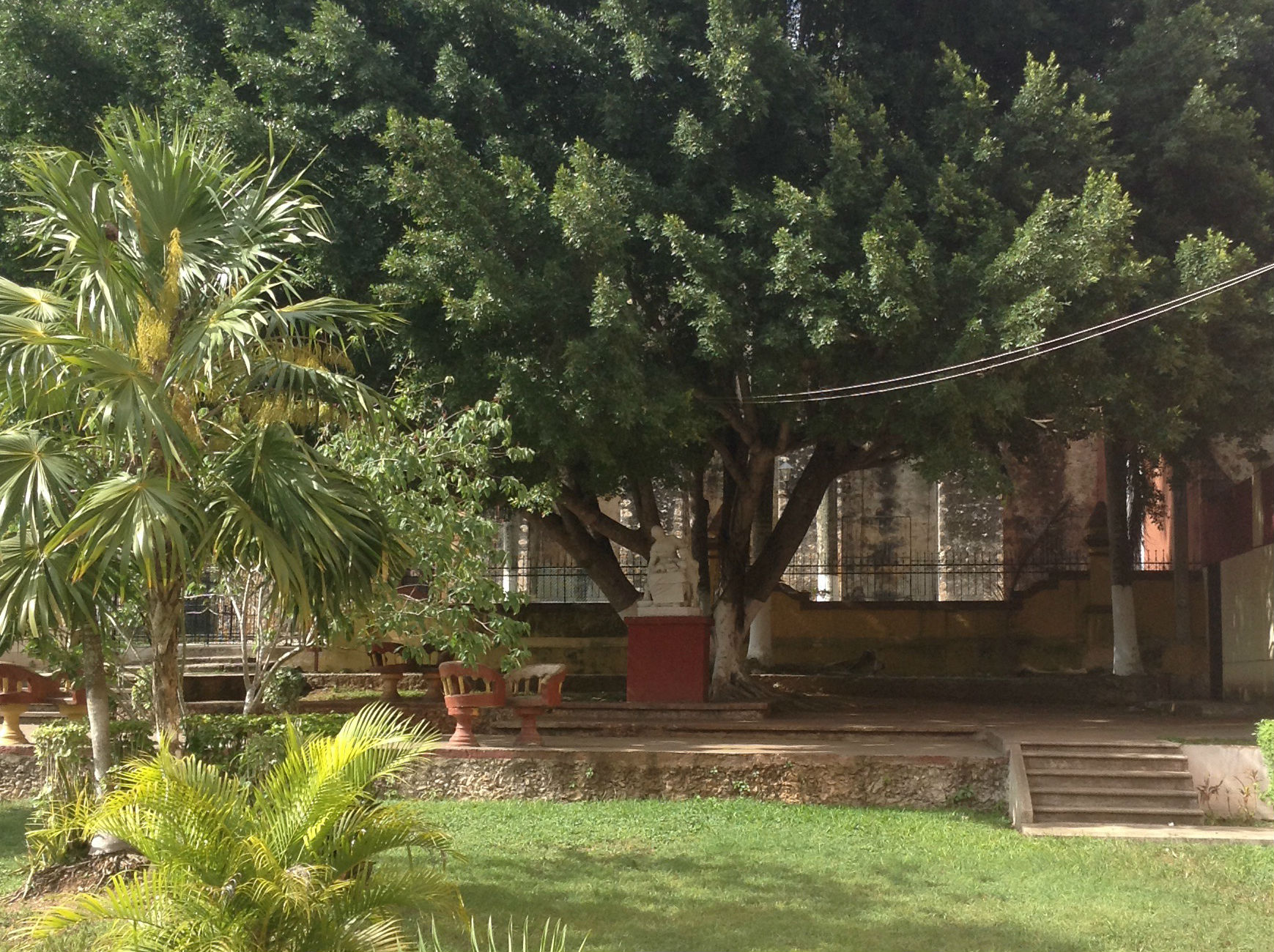
Parque de la madre.
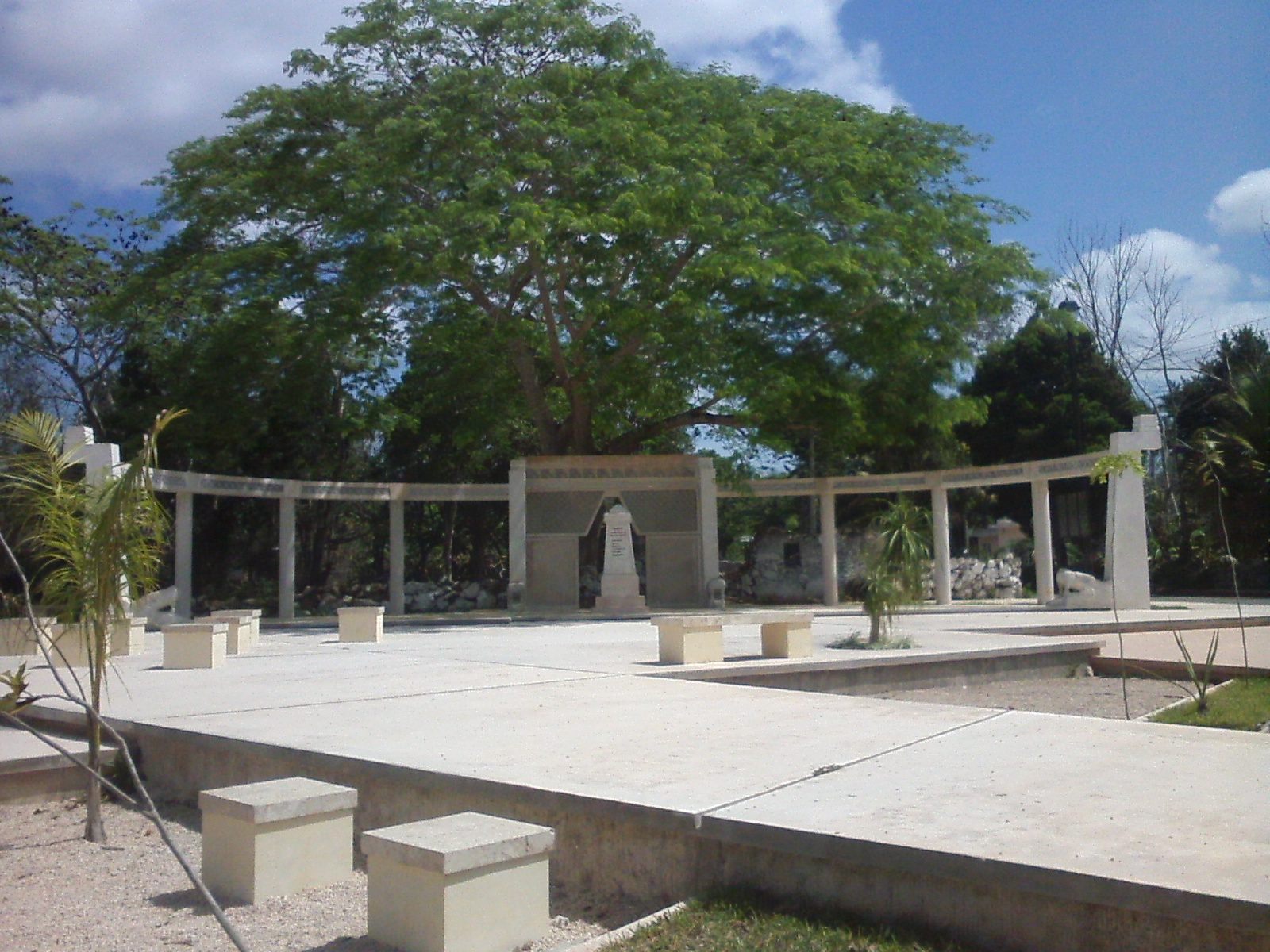
Parque Heroico Colegio Militar.

Pozos públicos
Los pozos que se encontraban abiertos para el uso del público en Espita fueron de utilidad en épocas anteriores al suministro de agua potable, llegando a ser referencias urbanas y centros de reunión para los habitantes de la zona. La Fundación Espita A. C. ha llevado a cabo el Proyecto de Rescate de Pozos Públicos, que tiene como finalidad rehabilitar 22 pozos públicos en la villa desde agosto de 2013.

## Cultura

### Instalaciones culturales
Casa de la cultura

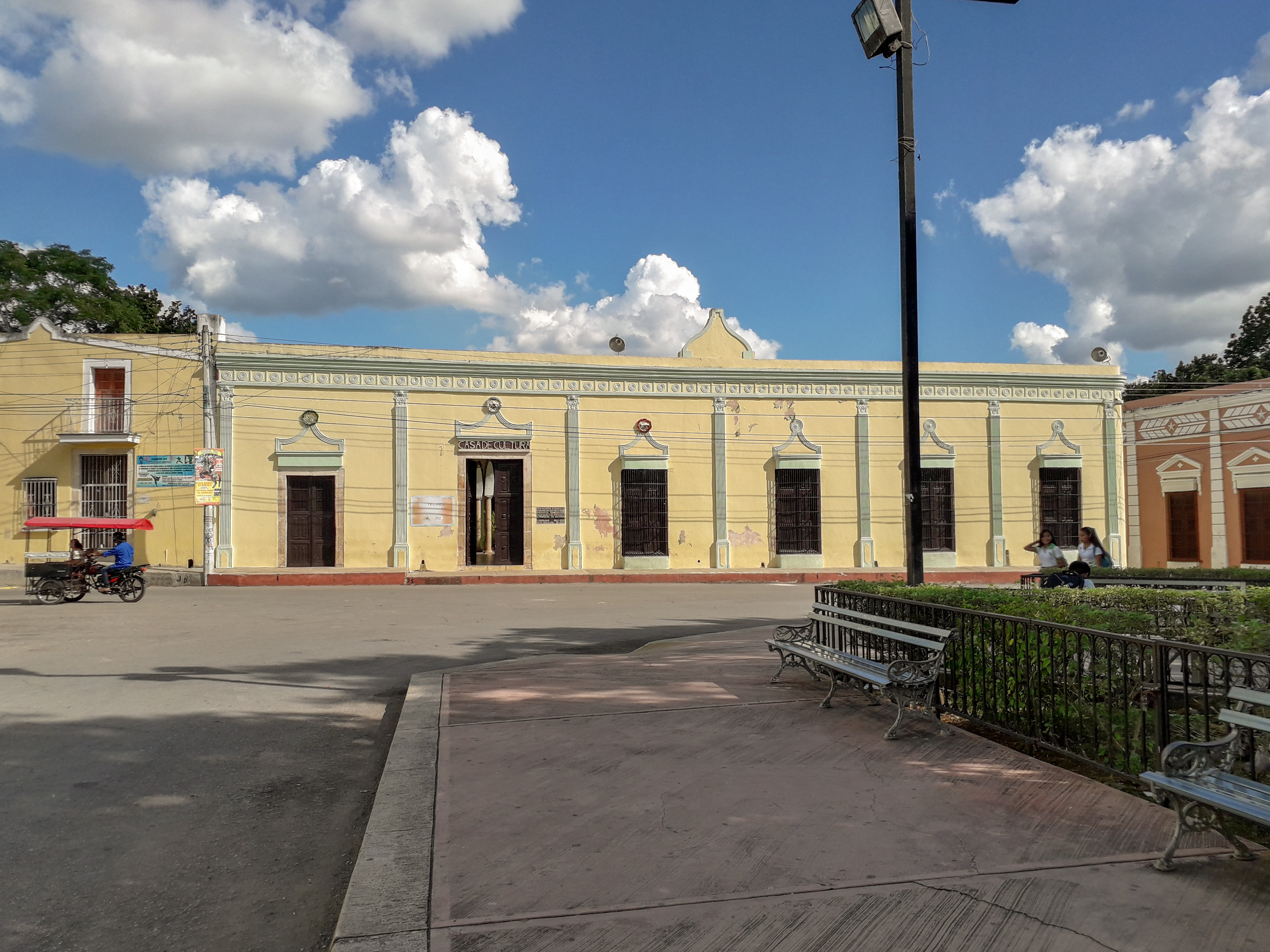
Casa de la cultura.

El 30 de mayo de 2014 fue inaugurada la Casa de la cultura de Espita, el edificio fue remodelado por el Consejo Nacional para la Cultura y las Artes (CONACULTA) con una inversión de 4.9 millones de pesos.
La construcción pertenecía a la Escuela Primaria "Manuela Olivares", fundada en 1939 y nombrada así en honor a la fundadora de la primera escuela para niñas en Espita; la escuela anteriormente era un domicilio privado que contaba con un molino de viento y servicios sanitarios, que fueron removidos antes de la adquisición del inmueble por el gobierno.
Bibliotecas
La villa cuenta con varios equipamientos culturales, entre los cuales se encuentra la Biblioteca Pública Municipal Ramón Triay Cetina que cuenta con servicios de sala general, sala de consulta, sala infantil, módulo de servicios digitales, sala de cómputo e Internet.
Museos
El Museo Pedagógico de Espita fue construido con ideas, planos, trabajos, programas y fondos de Prudencio Patrón Peniche, este se encontraba frente al edificio de la sociedad Progreso y Recreo.

### Eventos culturales
Eventos en otras ciudades

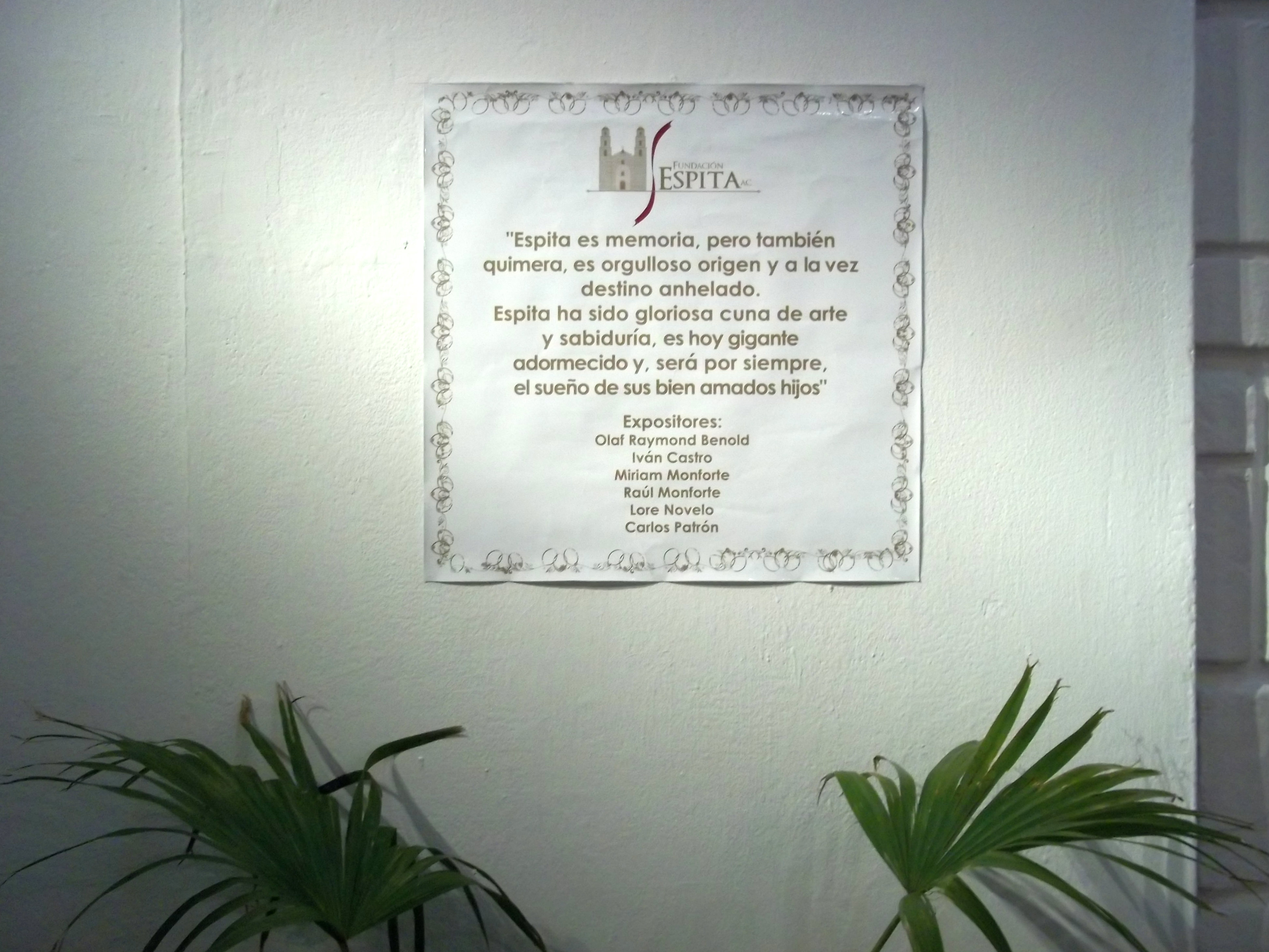
Anuncio al inicio de la exposición fotográfica "Espita de mis amores".

La Fundación Espita A. C. fue fundada en enero de 2012. Esta institución estuvo a cargo de una exposición fotográfica en el Centro Cultural José Martí del Parque de las Américas de la ciudad de Mérida, que se desarrolló entre el 26 de julio y 28 de julio de 2013 y exponía la obra de fotógrafos como Olaf Raymond Benold, Raúl y Míriam Monforte, Lorena Novelo, Iván Castro y Carlos Patrón, así como conferencias, recitales, y otras actividades culturales que buscaban promover la cultura de la villa en la capital yucateca, estas actividades estuvieron bajo el nombre conjunto de "Espita de mis amores", título tomado de una canción escrita por un autor espiteño en el siglo XX.
Espita fue uno de los invitados a participar en la "Feria Turística del Oriente Maya", llevada a cabo en Valladolid en septiembre de 2013, y fue invitado nuevamente en la edición de 2014.

### Literatura
Durante 1874, el Dr. Augustus Le Plongeon llegó a Yucatán para estudiar la cultura maya de la península. Le Plongeon relata haber encontrado un libro que pudo haber pertenecido a los textos del Chilam Balam en la villa de Espita, cerca de Tizimín, en manos de un hombre que se encontraba en dicha población, el libro que menciona Le Plongeon sería considerado como el libro más antiguo de la actual población.
A principios del siglo XIX nació Wenceslao Rivas en la villa, mismo que inició sus estudios literarios en el Pontificio Seminario de San Ildefonso de Mérida, cursó latinidad, filosofía y jurisprudencia. Tiempo más tarde nació Francisco Peniche López para incluirse en la lista de poetas yucatecos. A principios del siglo XX nació Prudencio Patrón Peniche, escritor y maestro espiteño que editó varios libros reflejando la cultura e historia yucateca, entre los que destacan: Léxico Yucateco (1930), Espita (X-ppitah): historia, geografía, estadística, relicario sentimental (1950) y Espita, su historia desde la época más remota (1959). Patrón Peniche, junto con su esposa, María L. Souza de Peniche, en 1948 redactaron también, conjuntamente, el libro Para el maestro: desarrollo mensual del programa oficial para la enseñanza que trata de cómo organizar clases para una mejor enseñanza en los niños de educación primaria; así mismo, Patrón Peniche fue alcalde del municipio de Espita entre los años 1953 y 1956.

## Patrimonio cultural inmaterial

### Festividades religiosas
Las fiestas en homenaje al niño Dios, que junto con San José es el santo patrono católico de Espita, se celebran del 19 al 26 de diciembre, siendo el día 25 de diciembre el día principal de las festividades. Durante el mes de marzo se celebra a San José, el cual es el patrono principal de la comunidad desde antes del año 1568, y en su honor fue erigida la iglesia de la villa.

### Feria de Espita
En el marco de las festividades religiosas de diciembre, se celebra la feria de Espita, con corridas de toros, gremios (bailes durante el día), bailes en las noches y las tradicionales vaquerías. El día final se acostumbra dar una vuelta a la localidad y cantarle las mañanitas acompañadas de mariachis al santo. La feria de la villa se extiende usualmente hasta el día 31 de diciembre y durante esta se reciben visitantes de todos las localidades vecinas y familias con raíces espiteñas que viven principalmente en las ciudades de Cancún y Mérida.

Celebraciones de diciembre en Espita
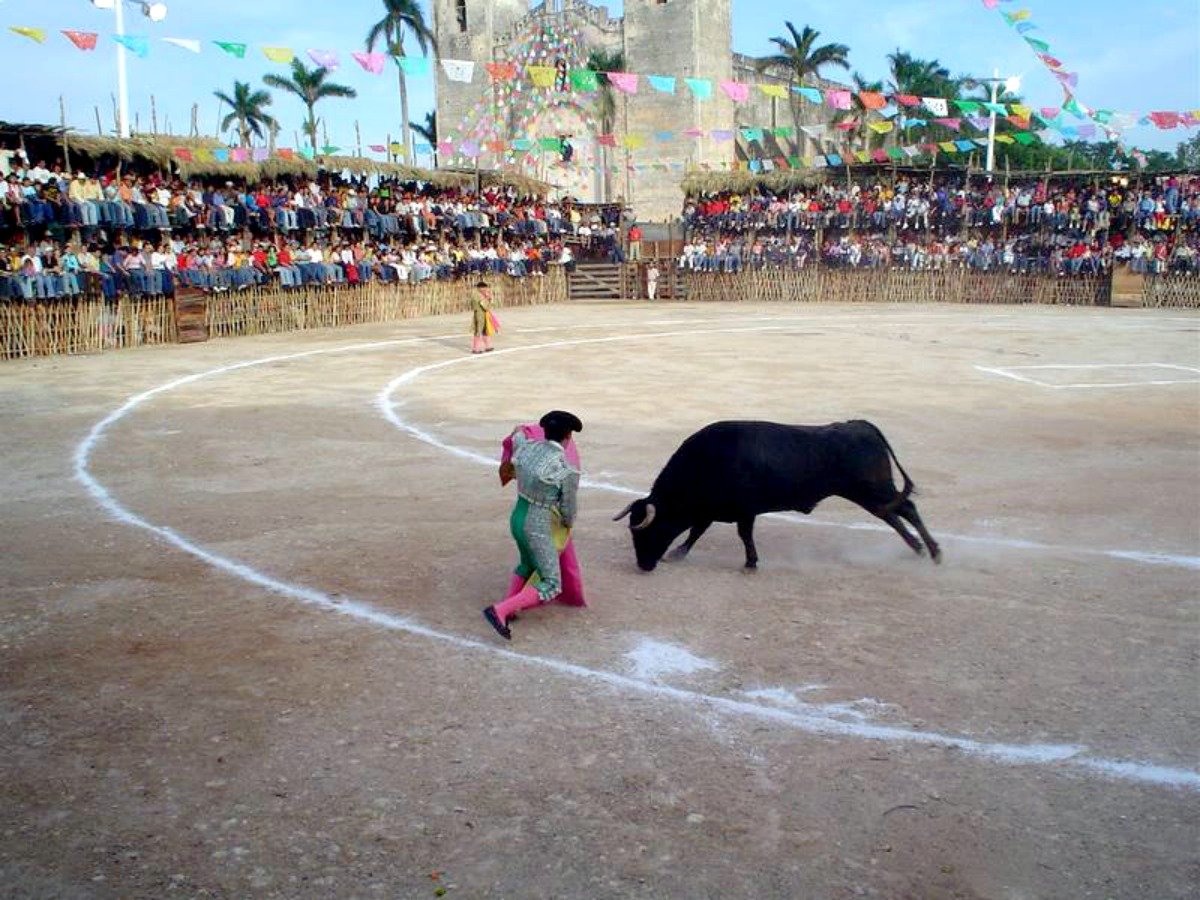
Corridas taurinas.
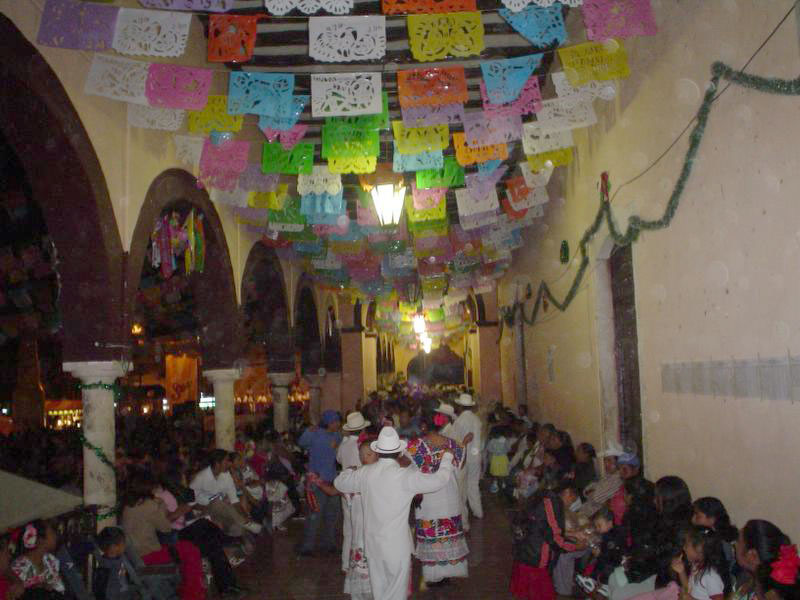
Vaquerías.
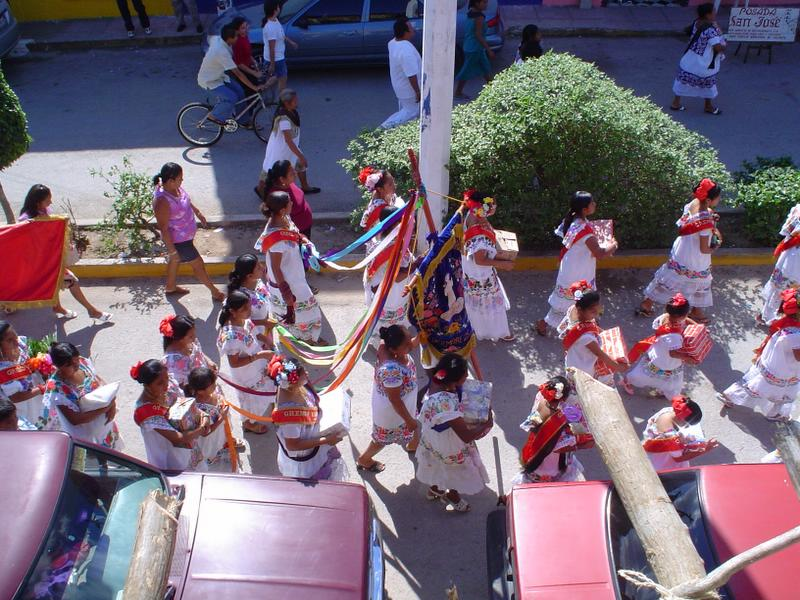
Gremios.

### Gastronomía

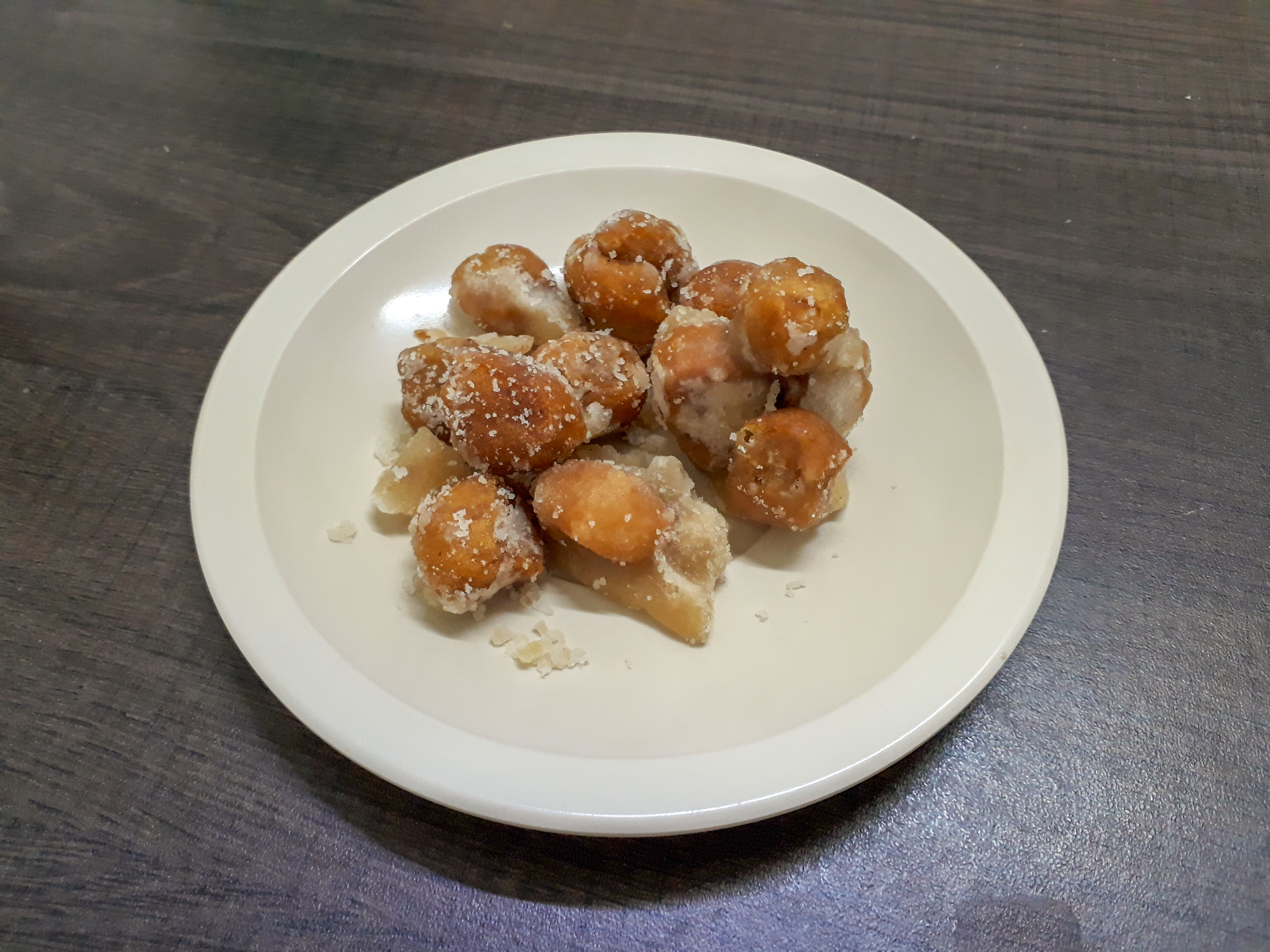
Los piñones son un postre originario de Espita.

La gastronomía de Espita ofrece una gran variedad de platos y postres, estando fuertemente ligada a las actividades económicas y la tradición culinaria de la región. La mayoría de los platillos se preparan con masa a base de maíz, principal cultivo de la región, así como carne de puerco, pollo o venado; típicamente son acompañados con salsas picantes a base de chile habanero o chile max. Entre los platos destacados se encuentran el fríjol con puerco, la chaya con huevo, el queso relleno, los salbutes, los panuchos, los papadzules, la cochinita pibil, y el pib.
Pero el platillo que identifica al pueblo mágico es de un tamal hecho de masa nombrado Kots´ob, envuelto en hojas de makulan y que se rellena con pepita molida, ibes, cebollina y otros ingredientes al gusto.
Entre las bebidas se encuentran los jugos de frutas que se cultivan en los alrededores de la villa como la pitahaya y la guanábana. Otras bebidas representativas de la región son el xtabentún, el balché, el pozole con coco, la horchata y el atole de maíz nuevo.
En cuanto a repostería, los dulces ocupan un lugar destacado en la cocina espiteña y yucateca en general; un postre destacado en la villa son los piñones, otros postres importantes son el mazapán de pepita de calabaza (localmente llamado zapotito), la yuca con miel, y el dulce de nance.

## Deporte

### Instalaciones deportivas

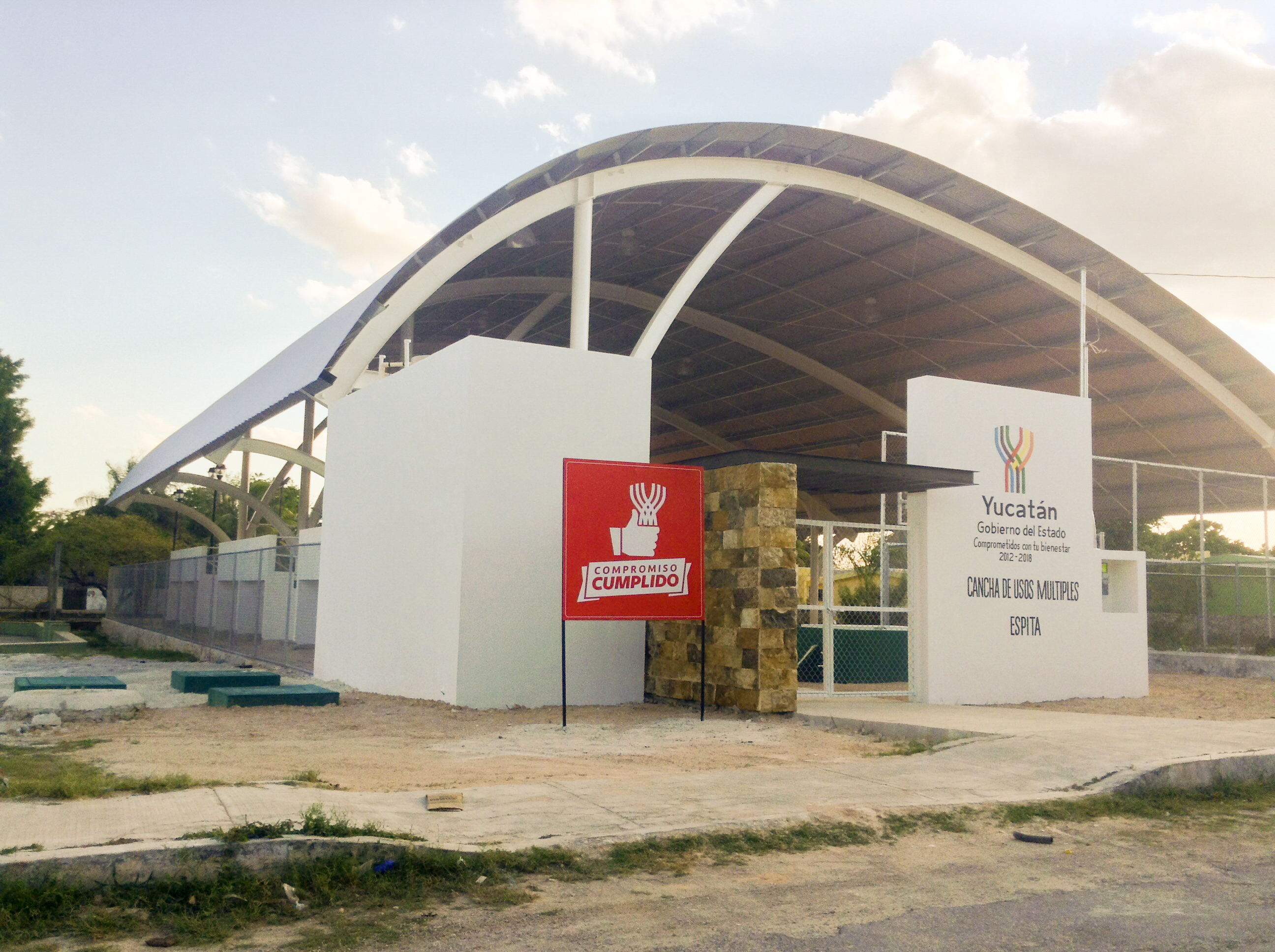
Cancha de usos múltiples “Espita”.

La villa de Espita tiene múltiples espacios dedicados a la práctica de deportes.